# Cagot
Pour l’article ayant un titre homophone, voir Kago.

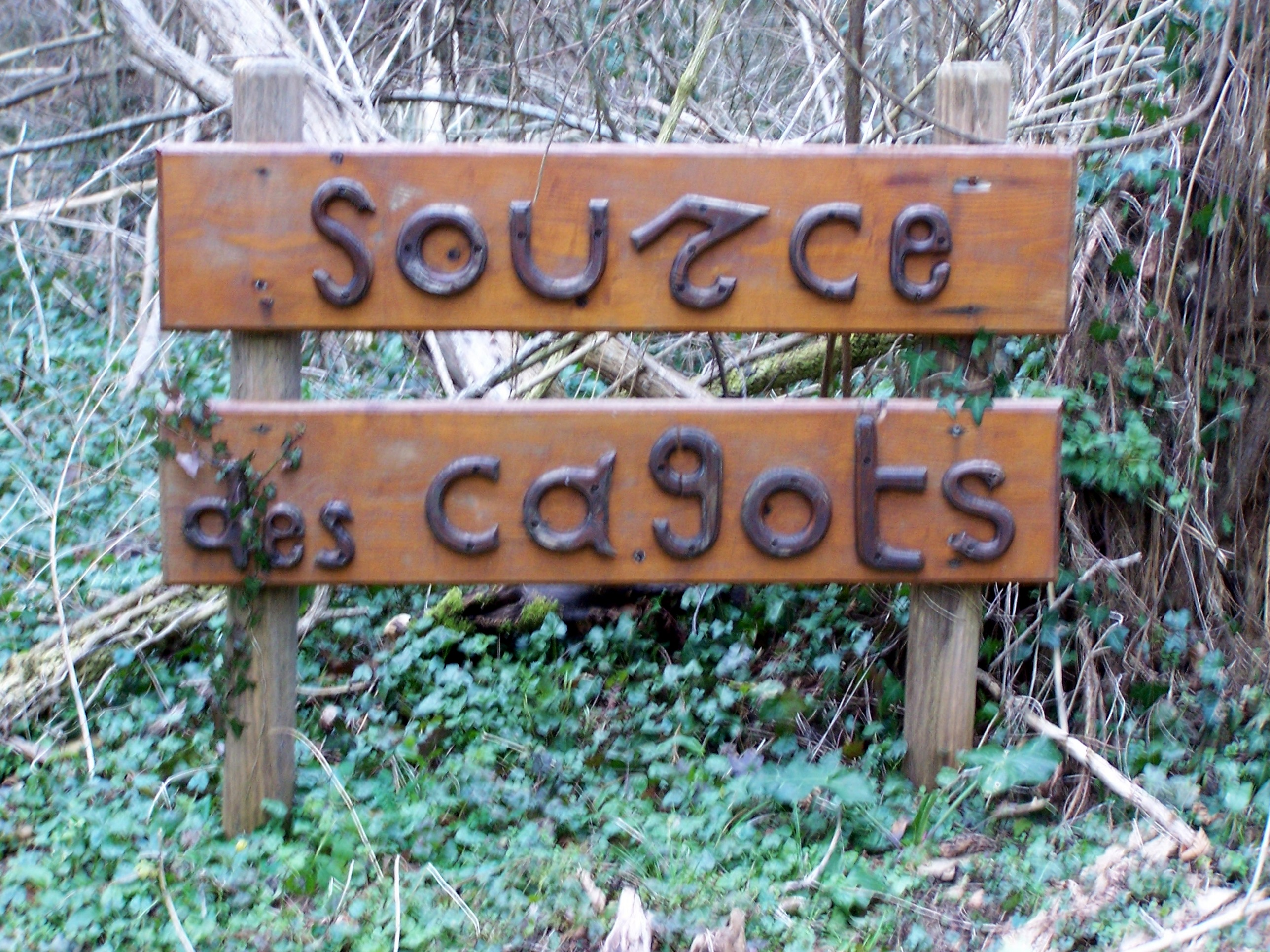
À Saint-Léger-de-Balson (Gironde), la source Saint-Clair est « double » : l'une réservée aux pèlerins chrétiens, l'autre aux cagots (février 2010).

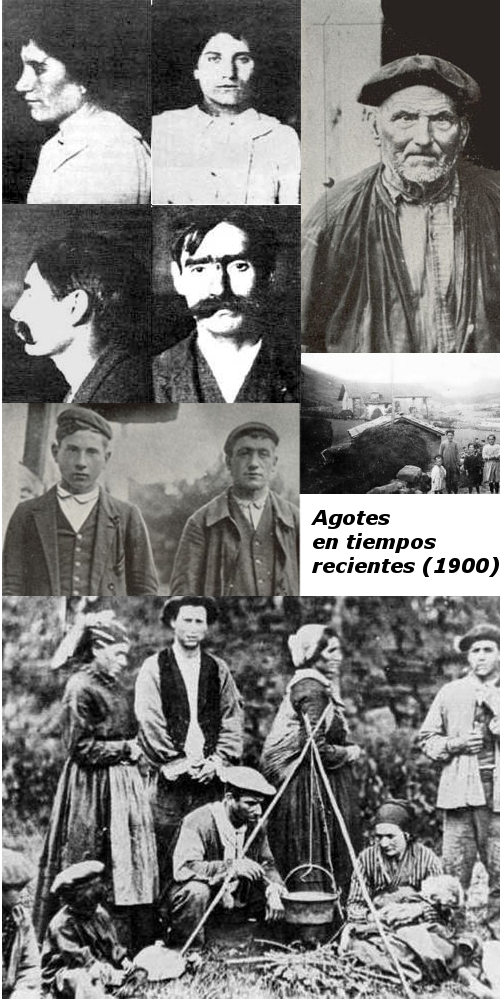
Derniers cagots (« Agotes ») à Bozate (Navarre), fin du XIXe siècle. Montage photographique de 1900.

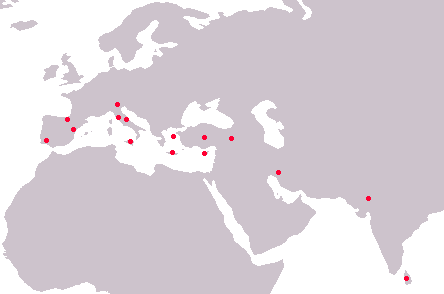
Langues pré-indo-européennes documentées, dont le Basque.

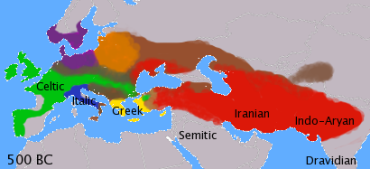
Répartition des langues indo-européennes au.

Le terme Cagots — ou Caqueux — désigne des hommes et des femmes soumis à une ségrégation, puis à une discrimination persistante, entre le XIIIe siècle et le XIXe siècle, dans une aire géographique couvrant les Pyrénées, du sud de la Garonne au nord de l’Èbre.  
Ces individus sont injustement soupçonnés d’être porteurs de lèpre (sous forme héréditaire ou dite « blanche ») ou considérés comme les descendants d’une « race maudite » (notamment les Goths, les Cathares ou les Sarrasins). Rejetés en marge de la société, ils ne peuvent exercer que des professions artisanales liées au travail du bois. La ségrégation perdure notamment en raison de l’obligation d’endogamie entre cagots. Les formes et l’intensité de cette discrimination, ainsi que les appellations employées, varient selon les époques et les régions.
Dans le sud-ouest de la France, un cagot (féminin : cagote) est appelé agote sur le versant sud des Pyrénées, en Espagne. D’autres dénominations existent, comme carròts, cascarròts, capots, coquets, ou encore collibertus — terme désignant à l’origine le serf et le traître, puis l’appelant de chasse aux canards sauvages. Ces appellations s’emploient de la Normandie[réf. nécessaire] au Pays basque, sur un territoire allant du Massif central au littoral atlantique.  
Des populations comparables sont présentes en Bretagne (les caqueux, caquins ou caquous), considérées comme descendants de lépreux. Les termes utilisés sont péjoratifs, excluants et employés par les populations sédentaires.
Les archives attestent que les familles cagotes établies dans le sud de la France subissent l’exclusion et la répulsion dès le XIIIe siècle, dans leurs quartiers et villages du Pays basque et de Gascogne. À partir de la Renaissance, la discrimination s’étend de part et d’autre du Piémont pyrénéen,. Outre de probables raisons religieuses liées à l’hérésie, la réputation des cagots se dégrade dès le Moyen Âge, lorsqu’ils sont assimilés à la menace épidémique de la lèpre. Leur situation se détériore encore lorsqu’ils sont également associés aux gens du voyage de la Petite Égypte, migrants en Europe.

## Étymologie de «cagot»

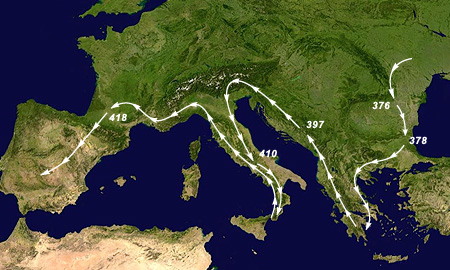
Migrations wisigothes entre 376 et 418.

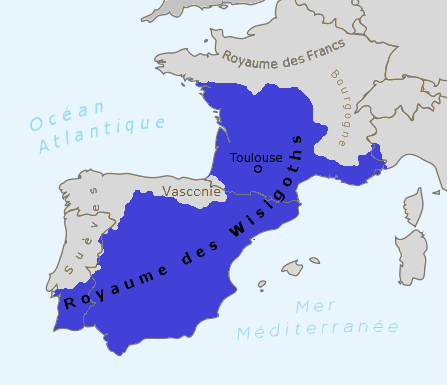
Le Royaume wisigoth vers 500.

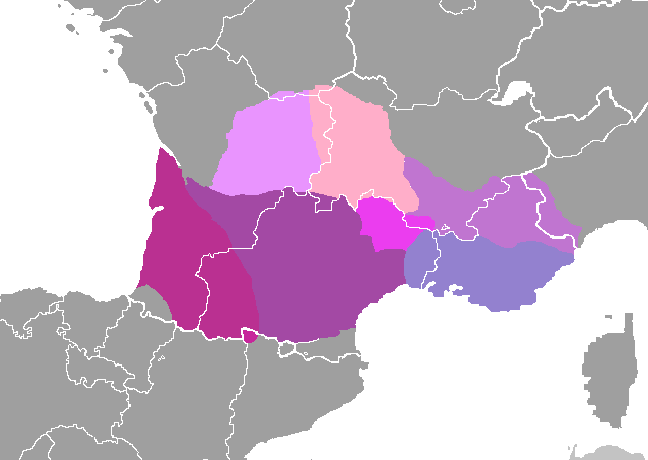
Dialectes actuels du sud de la France :
gascon
languedocien
limousin
auvergnat
languedocien en cha
vivaro-alpin
provençal

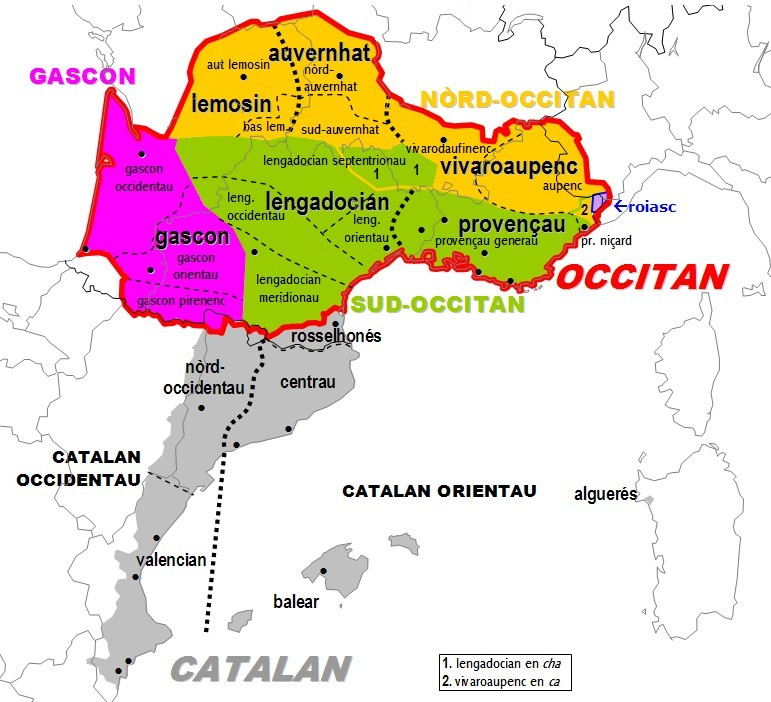
Sous-dialectes de l'occitan dans le sud de la France (selon D. Sumien).

Jacques Fonlupt, dans son ouvrage universitaire Le crépuscule des cagots, rejoint l’analyse du chercheur en anthroponymie Pierre-Henri Billy : « Le mot gascon cagot résulte d’une déformation de l’ancien mot basque kakote, qui signifie "petit crochet" ». Cette hypothèse, jugée étymologiquement solide, s’appuie sur le fait que l’expression « petit crochet » pouvait désigner des personnes suspectées de lèpre, en raison des rétractions nerveuses donnant aux doigts de certains malades une forme recourbée. Le terme gaffet, dont le sens occitan initial est « crochet », s’emploie également pour qualifier les lépreux, puis les cagots, en Gascogne.
Une autre hypothèse propose que cagot provienne de la contraction de ca-nes-goth en ca-goth, puis ait évolué phonétiquement en cagotte, agote, cagot et capot[réf. nécessaire]. Les Goths, repoussés vers le sud par les Francs, se réfugient alors massivement dans les Pyrénées. Sur leur chemin, les populations locales leur attribuent des appellations injurieuses. Des documents latins attestent l’expression canes gothi (« chiens de Goths »), utilisée dès 507 pour qualifier les Wisigoths, notamment en raison de leur attachement à l’arianisme, considéré comme une hérésie par les chrétiens catholiques.
Selon cette interprétation, les cagots — descendants de Goths ariens — subissent la persécution des Francs christianisés après leur victoire à la bataille de Vouillé en 507, au cours de laquelle Clovis Ier tue Alaric II, roi des Wisigoths. Contraints de se retirer dans des zones montagneuses isolées pour préserver leurs pratiques religieuses, ils contractent, en plus de la consanguinité, la lèpre et une hypothyroïdie, maladies endémiques pouvant conduire à un état de crétinisme (à rapprocher du « crétin des Alpes »).
Par la suite, les cagots abjurent l’arianisme pour rejoindre la communion romaine (en 589 pour les Wisigoths). Cependant, la communauté cagote demeure suspecte : accusée d’héberger des traîtres (collibertus), des hérétiques (canes gothi), voire des lépreux (ladres). Les plus anciennes formes attestées — cacor, cacos, cagou — sont probablement des variantes dialectales du terme cagot.
Rabelais emploie dès 1535 le mot cagot dans Gargantua, interdisant par inscription l’entrée de l’abbaye de Thélème aux « hypocrites, bigots, cagots ». Les termes bigots et cagots, rapprochés ici par la rime et le suffixe -got, partagent également une connotation péjorative similaire.
L’Académie française, dans son édition 1932-1935, définit cagot comme : « Celui, celle qui a une dévotion fausse ou mal entendue », en précisant que got, en langue germanique, signifie « Dieu » ; de là viendraient bigot et cagot, désignant des personnes faisant preuve d’une superstition excessive.
Étienne Pasquier note au XVIe siècle : « Got, en langue germanique et française, signifiait Dieu, et de là nous tirons les mots bigot et cagot ».
P.-M. Quitard avance encore une autre piste : Court de Gebelin fait dériver ce mot du latin caco-deus, rapporté par Ducange, où caco signifie « faux, mauvais, fourbe ». Ainsi, caco-goth devient un traître, puis un cagot. Du grec kakos, on rappelle que les Wisigoths, originaires du nord de la Grèce, passent par ce pays avant de conquérir Rome puis de s’installer dans les Pyrénées.
Les lexicographes modernes retiennent plutôt une origine liée au latin cacare, devenu cagar en occitan (« déféquer »), appliqué par dérision aux populations pyrénéennes isolées, peut-être affectées de lèpre, et par extension aux bigots,. En béarnais, cagot serait un diminutif de cac-osus : cac- (du bas latin cacare, à rapprocher de cagole en occitan et de chier en français) + suffixe -osus (« breneux »),.  
Des formes voisines existent en moyen français : cacor (1285), cacos (1321), cagou (1426) et caqueux (XVe siècle),. Le breton cagou, lié à cagal (« crotte »), prend aussi le sens de « misérable » ou « mendiant », et pourrait correspondre au béarnais cagot.
En résumé, cagot en béarnais semble avant tout une appellation dépréciative occasionnelle, la désignation plus neutre de crestian étant la plus répandue (notamment en toponymie). La prononciation béarnaise [ca'ɣɔt], avec le suffixe diminutif occitan -òt, donne au mot le sens littéral de « crotte » ou « petit merdeux ».

## Localisation et désignation

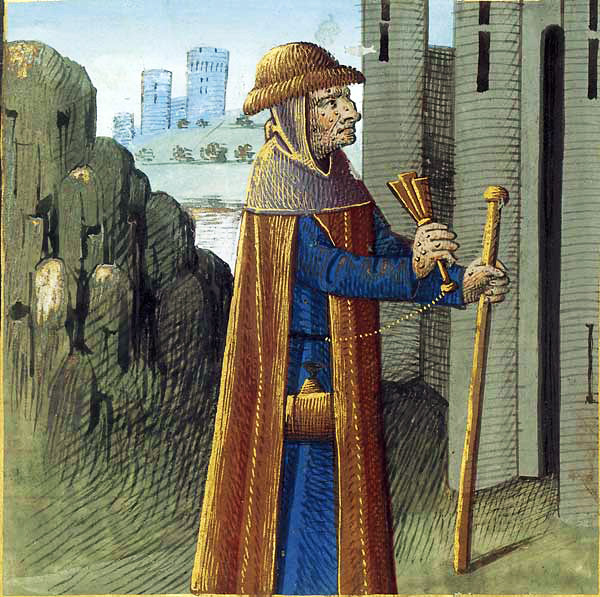
Un lépreux agitant sa crécelle. Enluminure du Livre des propriétés de choses de Barthélémy l’Anglais, France, fin du XVe siècle, Paris, BnF, département des Manuscrits.

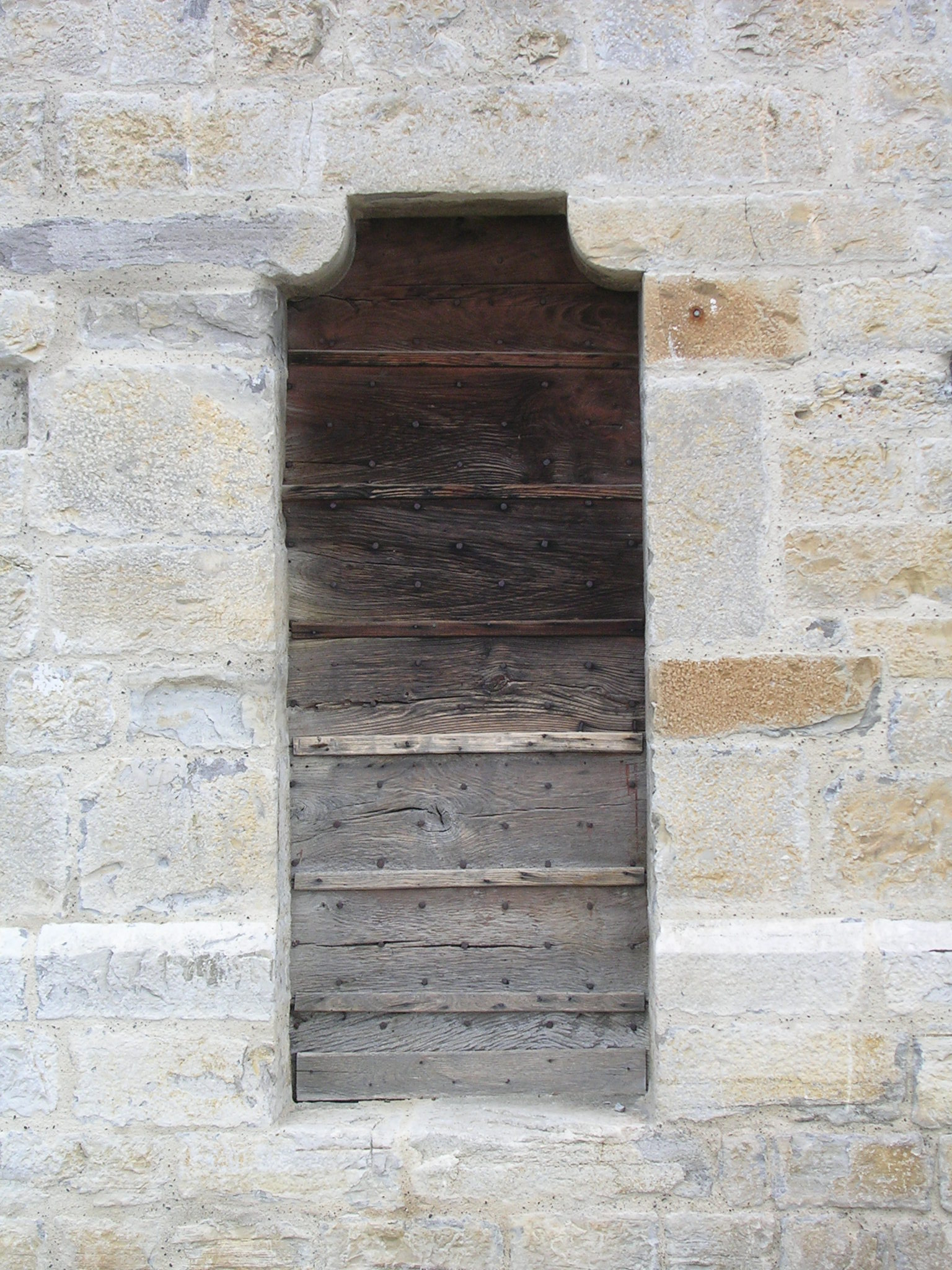
Porte réservée aux cagots dans l’église de Sauveterre-de-Béarn.

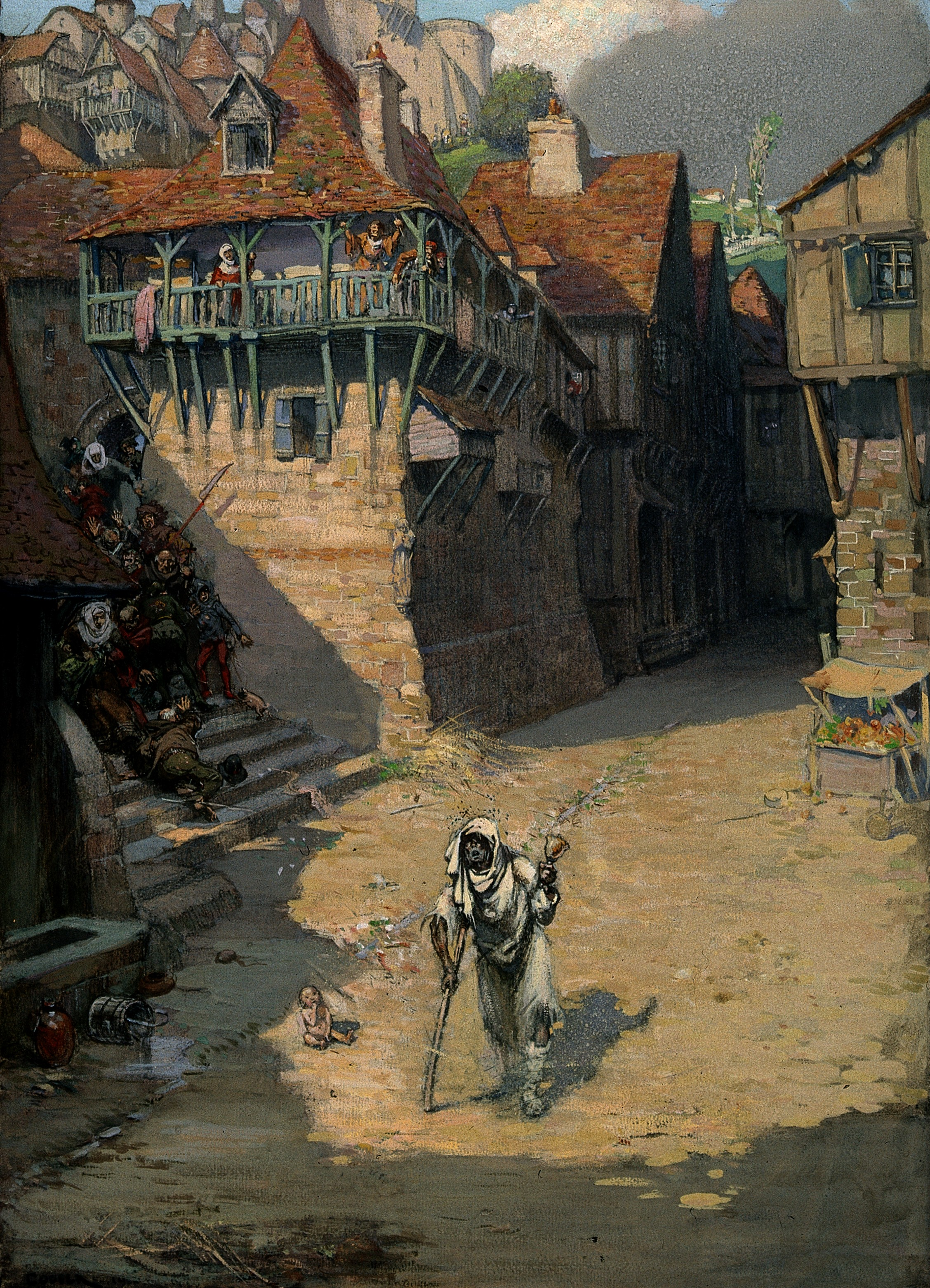
À gauche, dans l’ombre d’un escalier, des personnes effrayées se cachent et se bousculent pour fuir un lépreux qui agite sa cloche pour se signaler.

Les cagots vivent en Gascogne (des portes de Toulouse jusqu’au Pays basque, en Armagnac, en Chalosse, dans le Béarn, en Bigorre et dans les vallées pyrénéennes), ainsi que dans le nord de l’Espagne (Aragon, Navarre nord et sud, Pays basque et Asturies), où ils sont appelés Agotes.  
Réduits depuis des siècles à entretenir des relations presque exclusivement entre eux, ils ne constituent pas un groupe homogène. Ils vivent au contraire dispersés, par petits groupes de deux ou trois familles, en périphérie de nombreuses villes ou villages des régions citées.  
Ces hameaux portent le nom de crestianies, puis, à partir du XVIe siècle, de cagoteries,, ou encore « aux Capots ». En Béarn, leur répartition — souvent charpentiers — correspond à celle d’autres artisans nombreux dans le piémont. Les crestians se répartissent dans 137 villages et bourgs. En dehors des montagnes, 35 à 40 % des communautés comptent des cagots, principalement dans les plus importantes, à l’exclusion des très petites localités.  
La toponymie et la topographie indiquent des constantes : quartiers excentrés, hors des murs, souvent nommés « crestian » (et dérivés) ou « place » (le patronyme Laplace est fréquent), toujours proches d’un point d’eau, indispensable à la vie et à l’exercice de leurs métiers.

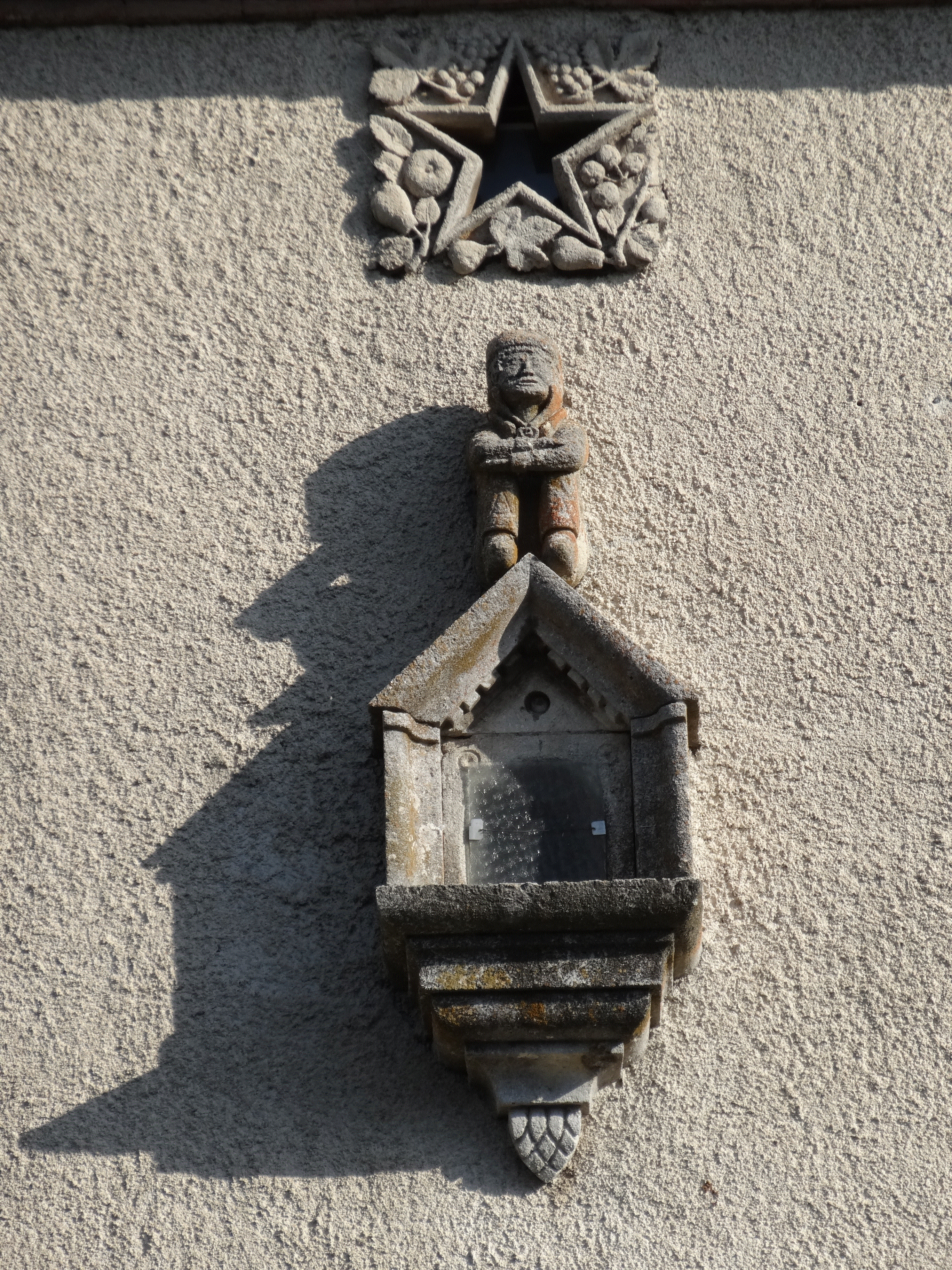
Insigne en façade signalant l’habitation d’un cagot à Langogne (Lozère).

### Avant leXVIesiècle: «Cagots», «Crestians» et «Gésitains» pour raisons religieuses et sanitaires
Les chercheurs situent l’apparition des termes « crestians » ou « chrestias » au XIIIe siècle. Ce terme pourrait être synonyme, en gascon, de « lépreux blanc ». Les lépreux sont alors appelés pauperes Christi (« pauvres du Christ »), à rapprocher des Anawim (« pauvres de Yahvé »), ce qui reflète sans doute un principe de précaution d’inspiration religieuse.  
À Bordeaux, les crestias sont appelés ladres (voleur en gascon), mot qui signifie lèpre en ancien français et qui se rapproche de l’espagnol ladrón (« voleur », « pillard ») et du terme bagaude, dont cagot pourrait dériver. Les chroniques mentionnent aussi capos, gaffos ou Lazare, termes injurieux synonymes de lépreux. Dans certains textes du XVIe siècle, cagot et ses équivalents sont employés comme synonymes de « lépreux ». En béarnais, il signifie « lépreux blanc ». D’autres appellations existent : gahets (gahets, gahetz, gafets, gaffets) et Gahouillet (forme pyrénéenne du castillan gajo, « lépreux »).  
Au Moyen Âge, « lèpre » désigne diverses maladies cutanées : la lèpre rouge, presque toujours mortelle, et la lèpre blanche ou tuberculeuse, aux symptômes proches mais plus stables. Toute affection cutanée visible est assimilée à la lèpre et entraîne un isolement. L’ignorance médicale conduit à croire ces maladies héréditaires et hautement contagieuses.
En Gascogne, on parle aussi de lo mau de sent Lop (« le mal de saint Loup ») ou, plus souvent, de lo malandrèr (« le mal-aller »), issu du latin malandria, à rapprocher de l’italien malandato et des mots français « malandrin » et « maladrerie ». Le terme ladre (de Lazare) est également utilisé.  
Le terme Gésitas, Gésites ou Gésitains apparaît après 1517, à la suite d’un procès consécutif à une pétition de cagots aux États de Navarre. Caxarnaut, opposant à cette demande, cite un passage de l’Ancien Testament où le prophète Élisée guérit un prince de la lèpre mais punit son valet Géhazi en lui transmettant la maladie. Caxarnaut s’appuie sur ce récit pour affirmer que la lèpre est incurable et d’origine divine. Ce terme savant reste cantonné aux textes officiels et n’est pas adopté par le peuple.

### Au fil des siècles: nouvelles appellations

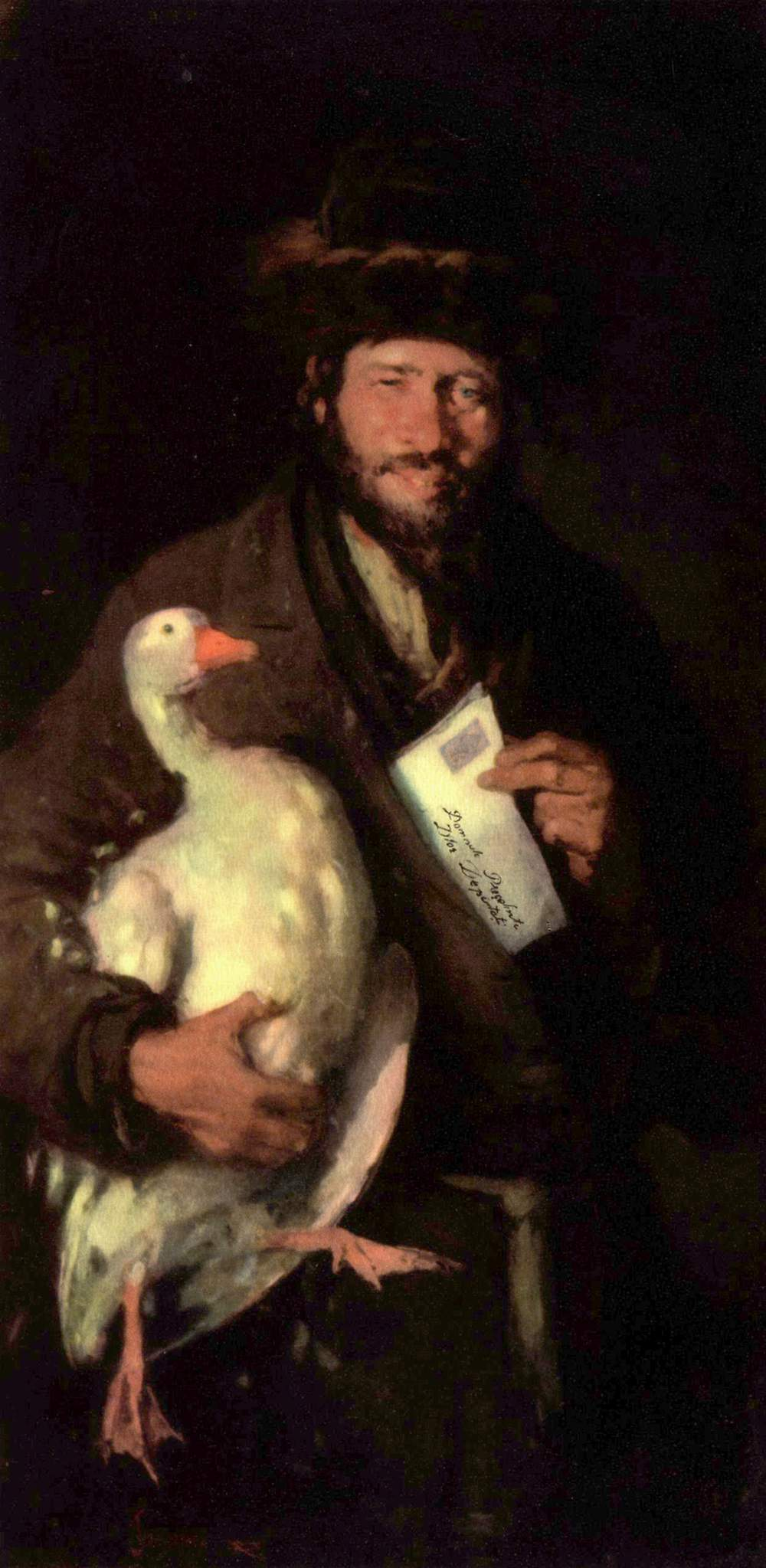
Pattes palmées de l’oie, un palmipède.

Le mot cagot apparaît vers le XVIe siècle, lorsque la théorie d’une origine gothique remplace celle du lien avec la lèpre. À la Renaissance, crestia et crestian disparaissent de l’usage courant. Aux XVIIe et XVIIIe siècles, en Armagnac, Condomois et Lomagne, on parle de capots ; en Béarn de cagots ; au Pays basque français et en Navarre espagnole d’agots. On trouve aussi agotas (à Bordeaux, dans l’Agenais et les Landes) et agotz (Pays basque).  
Durant cette période apparaissent aussi mèstres (« maîtres » dans le travail du bois) et charpentiers. Les Parlements tentent d’imposer ce dernier terme pour remplacer capot ou cagot, jugés insultants.
Dans d’autres régions, les cagots sont appelés :  
- canars[25], car ils portent sur leurs vêtements une patte de palmipède (canard ou oie) pour se signaler[26] ;
- marrones ou marruci (les Marrons) en Auvergne et dans les Alpes[18] ;
- capots ou « gens des marais » en Anjou ;
- caquins de Bretagne ;
- coquets en Vendée[27] ;
- cascarròts au Pays basque ou grauèrs en Bigorre ;
- colliberts en Bas-Poitou.

Le terme collibertus, en latin, désigne originellement un pauvre ou un serf dans l’Antiquité, puis un « traître » au Moyen Âge. En Poitou, il sert aussi à nommer le canard colvert, dont l’appelant est utilisé pour tromper les colverts sauvages en migration.  
Cette migration annuelle évoque celle des compagnons cagots et de leurs familles : ouvriers qualifiés contraints à l’itinérance hivernale, faute de pouvoir travailler sur les toitures dangereuses. Les cagots apparaissent ainsi comme des semi-nomades économiques, proches des Mercheros (Espagne) et des Yéniches (centre et est de la France), eux aussi artisans itinérants vivant en marge des sociétés sédentaires.
Dès le XVe siècle, le rejet envers les cagots s’intensifie avec l’arrivée en Europe de groupes de la Petite Égypte (premiers Roms), affirmant avoir quitté leur pays pour expier une apostasie chrétienne. Assimilés à ces gens du voyage, les cagots subissent un mépris et une exclusion accrus.

## Une population réprouvée

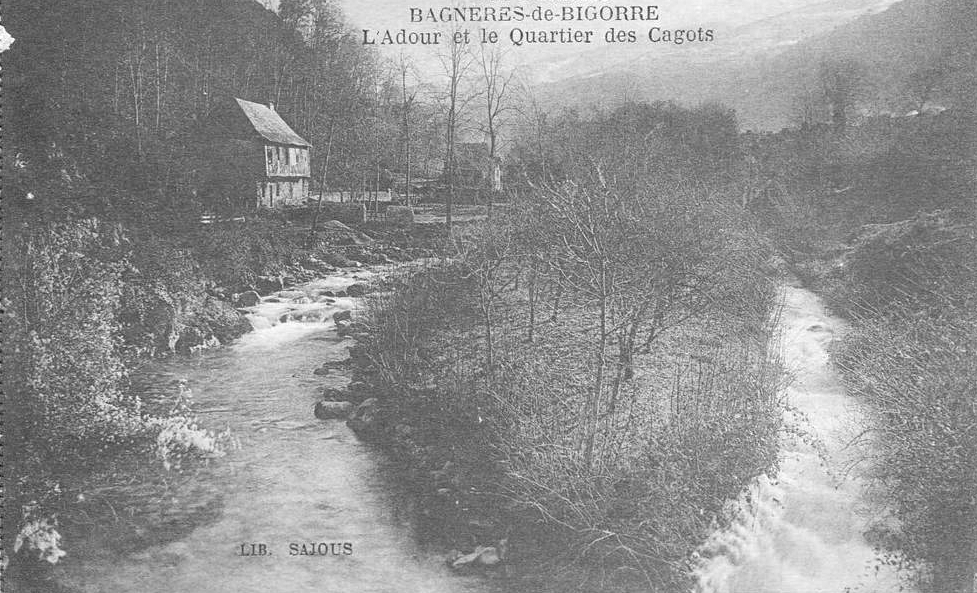
Bagnères-de-Bigorre - l'Adour et le quartier des cagots

Les cagots vivent comme des proscrits et sont frappés de tabou. Un grand nombre d’interdictions, dictées par la superstition, pèsent sur eux : certaines sont transmises oralement, d’autres sont inscrites dans les « fors » (lois) de Navarre et du Béarn aux XIIIe et XIVe siècles.
Lorsqu’un cagot est reconnu et que la décision de le proscrire est prise, il est arraché à sa famille, recouvert d’un drap mortuaire, puis le chef de la paroisse vient le prendre en procession. Il le conduit à l’église, où il est placé en chapelle ardente pour entendre les prières des morts et recevoir des aspersions, avant d’être mené à la maison qu’il doit désormais occuper.  
« Arrivé à la porte, au-dessus de laquelle se trouve une petite cloche surmontée d’une croix, le lépreux, avant de se dépouiller de son habit, se met à genoux. Le curé prononce alors un discours touchant, l’exhorte à la patience, lui rappelle les tribulations de Jésus-Christ et lui montre, au-dessus de sa tête, le ciel prêt à le recevoir, séjour réservé à ceux qui ont été affligés sur la terre. Le malade retire ensuite son vêtement, revêt sa tartarelle de ladre, prend sa cliquette pour que, désormais, chacun le fuie. Alors le curé, d’une voix forte, lui énonce les interdictions prescrites par le rituel :  

« : Je te défends de sortir sans ton habit de ladre.  
Je te défends de sortir nu-pieds.
Je te défends de passer par les ruelles étroites.
Je te défends de parler à quelqu’un lorsqu’il sera sous le vent.
Je te défends d’aller dans aucune église, dans aucun moutier, dans aucune foire, dans aucun marché, dans aucune réunion d’hommes.
Je te défends de boire et de laver tes mains, soit dans une fontaine, soit dans une rivière.
Je te défends de manier aucune marchandise avant de l’avoir achetée.
Je te défends de toucher les enfants. Je te défends de leur rien donner.
Je te défends enfin d’habiter avec toute autre femme que la tienne. »

### Interdits et obligations
Les interdits pesant sur les cagots ne se cumulent pas toujours. Ils varient selon les régions, de part et d’autre des Pyrénées, et évoluent au fil des siècles, sur près de 800 ans.

#### Discriminations de lieu d'habitation
Mis à l’écart et victimes d’un racisme populaire profondément enraciné localement, les cagots ne peuvent, dans certains lieux et sous les peines les plus sévères, habiter les villes ou les villages. Ils résident dans des quartiers spéciaux, des hameaux ou des villages isolés, souvent établis dans d’anciennes léproseries. Ces hameaux possèdent leur propre fontaine, leur lavoir et souvent leur église, parfois accompagnée d’un petit établissement hospitalier géré par un ordre religieux.

#### Obligation de porter un insigne et obligations vestimentaires

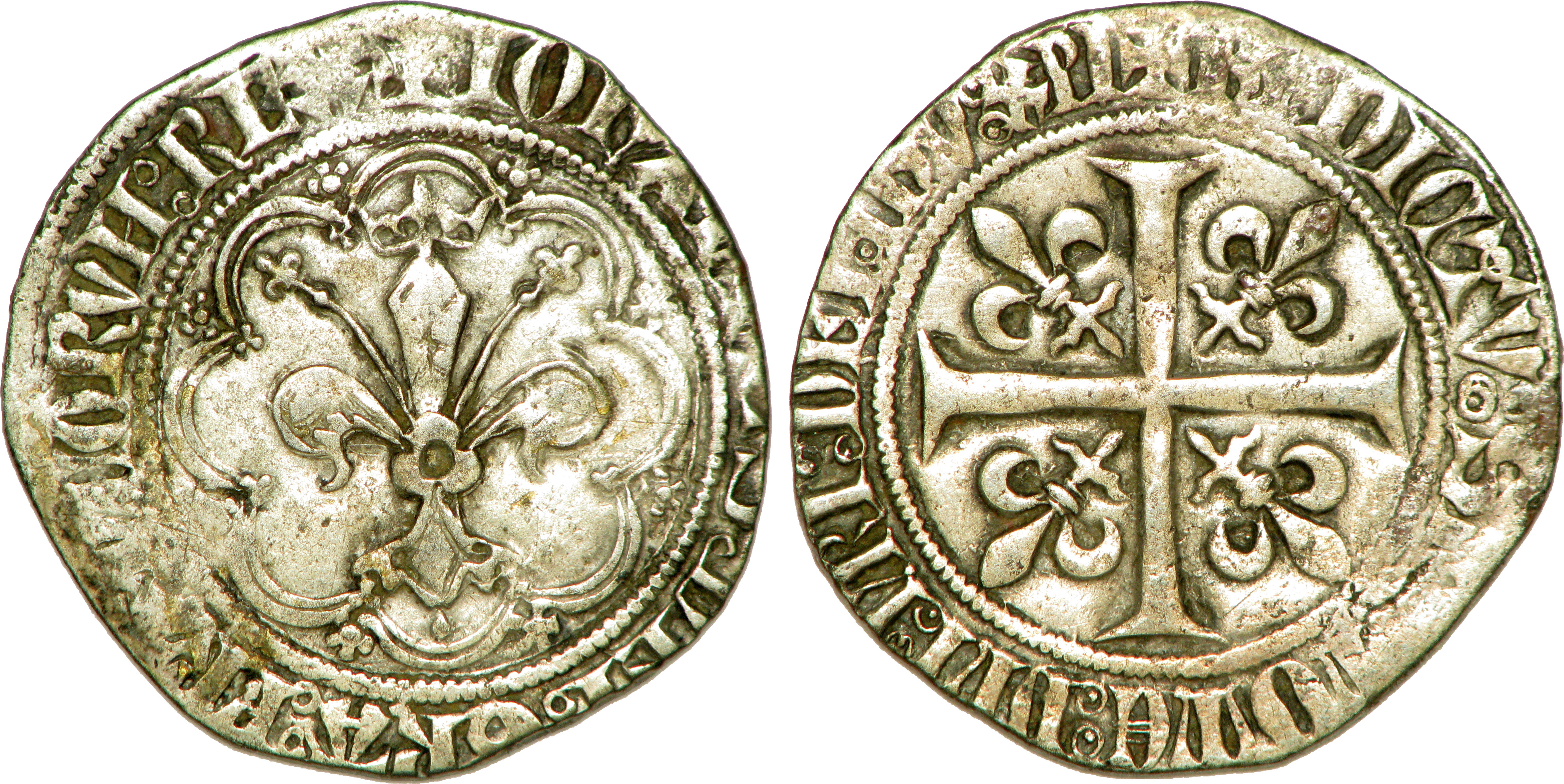
Pièce monnaie "Gros à la fleur de lys" dite Patte d'oie (à gauche) sous le roi Jean II le Bon - 1358

Les cagots doivent porter un signe distinctif, généralement en forme de patte d'oie (« pédauque ») ou de canard, découpé dans du drap rouge et cousu sur leurs vêtements. Francisque Michel montre, dans l’une des chansons anciennes contre la cagoterie qu’il compile et publie (Noces de Marguerite de Gourrigues, du XVIIe siècle), qu’en plus de la patte de canard cousue sur la poitrine, les cagots portent aussi une cocarde rouge au chapeau. À Marmande, en 1396, le règlement municipal impose aux gahets de porter, cousu sur leur vêtement extérieur, du côté gauche, un signe en tissu rouge, long d’une main et large de trois doigts.
Un arrêt du parlement de Bordeaux leur interdit, sous peine de fouet, d’apparaître en public autrement que chaussés et habillés de rouge, à l’instar des Cacous en Bretagne.
En 1460, les États de Béarn demandent à Gaston IV de Foix-Béarn de leur interdire de marcher pieds nus dans les rues sous peine d’avoir les pieds percés d’un fer, et de les obliger à porter sur leurs vêtements leur ancienne marque en forme de pied d’oie ou de canard. Le prince ne donne pas suite à cette requête.
Contrairement aux lépreux, dont le signe distinctif principal est la cliquette ou un instrument sonore comme les cliquets, la crécelle ou la tartavelle, le chercheur Yves Guy souligne qu’aucune source ne mentionne un cagot s’annonçant par un instrument bruyant.
À Jurançon, les cagots doivent placer devant la porte principale de leur maison une sculpture en pierre représentant un homme. Toutes ces figures sont par la suite détruites avec soin, mais il est probable qu’elles servent à signaler la présence d’un cagot.

#### Discriminations à l'église

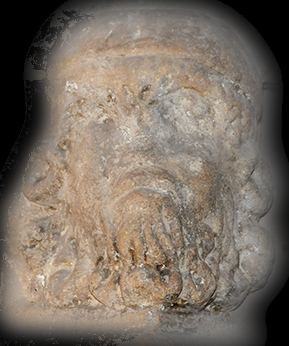
Sculpture de « cagot » de l’église Saint-Girons de Monein.

Les cagots ne se rendent au village que pour leurs besoins les plus pressants et pour aller à l'église. Dans de nombreux cas, ils n’entrent que par une porte latérale, souvent plus petite, comme celle de l’église d’Arras-en-Lavedan ou de l’Abbaye de Saint-Savin-en-Lavedan — une petite ouverture au ras du sol appelée « fenêtre des cagots ». Ils prennent l’eau bénite uniquement au bout d’un bâton, et le curé leur tend l’hostie sur une planchette lors de la messe.  
Parfois, ils disposent de leur propre bénitier, simple pierre creusée et incrustée dans un mur de l’église, sans ornementation notable. Plusieurs bénitiers sur pied représentant des Atlantes ou des Maures sont à tort attribués aux cagots, notamment à Pierrefitte-Nestalas et à l’abbaye de Saint-Savin-en-Lavedan.
Dans certains lieux, les sacrements leur sont refusés, pour les mêmes raisons qu’aux animaux. Ils ne peuvent recevoir le sacrement de l’Ordre et ne peuvent entrer dans la cité de Lourdes que de jour, par une porte qui leur est réservée : la Capdet pourtet.

#### Discriminations liées à l'état civil
La naissance dans une famille de cagots établit pour la vie la condition de « cagot ». La marginalisation débute dès le baptême, célébré sans carillon et à la nuit tombée : la mention « cagot », ou son synonyme érudit « gézitain », figure alors sur le registre paroissial, et l'inhumation s'effectue dans un cimetière distinct. Les cagots ne portent pas de nom de famille dans les registres : seul un prénom, suivi de la mention « crestian » ou « cagot », est inscrit sur l'acte de baptême. Sur les registres paroissiaux comme sur les actes civils, leur nom s'accompagne systématiquement de l'épithète dépréciative « cagot ». Ils sont exclus des honneurs et des fonctions publiques ; on ne les admet pas comme combattants, bien que leurs compétences de charpentiers soient requises pour certains travaux de siège. Il leur est interdit de porter toute arme ou tout outil de fer autre que ceux strictement nécessaires à leur profession.
Les mariages entre cagots sont la règle ; une union avec une personne extérieure entraîne le déshonneur de la famille d'accueil. Pour limiter la consanguinité, les cagots cherchent souvent épouse dans d'autres communautés cagotes, plus ou moins proches, ou s'expatrient à courte distance en apportant leur patronyme d'origine dans la communauté d'accueil. Les noces cagotes suscitent fréquemment l'hostilité villageoise : cris, chansons injurieuses et cortèges moqueurs accompagnent le passage des mariés, et des rixes peuvent éclater — rixes au cours desquelles les mariés et leurs convives, en infériorité numérique, sont généralement désavantagés.

#### Discriminations juridiques
Les cagots ne sont entendus en justice qu'à défaut d'autres témoignages, et il faut la déposition de quatre, voire de sept d'entre eux, pour équivaloir à un témoignage ordinaire. Selon l'ancien for de Béarn, sept témoignages cagots sont requis pour valider une déposition. Leur pouvoir juridique n'est cependant pas nul : ils ne sont pas serfs et peuvent conclure des contrats. Ainsi, ils passent un accord de gré à gré avec Gaston Fébus dans l’église de Pau, en présence de témoins et devant notaire, par lequel ils s’engagent à construire le château de Montaner en échange d’une exonération de la taille.

#### Interdictions concernant les activités liées à la nourriture et à l'eau
Les interdits liés aux croyances selon lesquelles les cagots peuvent contaminer l'eau sont nombreux : il leur est interdit de boire aux fontaines publiques et ils doivent se servir uniquement de fontaines qui leur sont réservées. Ils ne peuvent pas laver leur linge aux lavoirs communs. Par exemple, à Cauterets, ils ne peuvent se baigner qu'après les autres habitants et seulement par une entrée dérobée menant à des bains réservés aux cagots.
Ils n’ont pas le droit d’entretenir de bétail, à l’exception d’un cochon pour leur propre consommation et d’une bête de somme — sans pour autant bénéficier de la jouissance des biens communaux pour ces animaux. Il leur est interdit de vendre le produit de leur exploitation aux habitants du village (interdiction de commerce).
Ils ne peuvent pas labourer, danser ou jouer avec leurs voisins. Certains métiers leur sont interdits, en particulier ceux considérés comme susceptibles de transmettre la lèpre, comme les professions liées à la terre, au feu et à l’eau. Ainsi, ils ne sont jamais cultivateurs et ne doivent pas porter d’objet tranchant, ni arme ni couteau.
En 1606, les États de Soule leur interdisent la profession de meunier. Les règlements les plus anciens ne précisent pas toujours qu’ils ne peuvent être que charpentiers, mais leur interdisent plusieurs autres métiers, notamment ceux liés à l’alimentation. Ainsi, la coutume de Marmande (1396) interdit aux gaffets de vendre du vin ou de faire commerce dans les tavernes ; ils ne peuvent pas non plus vendre du porc, du mouton ou d’autres animaux comestibles, ni extraire l’huile de noix. La coutume du Mas d’Agenais (1388) leur interdit d’être embauchés pour les vendanges.
Le clergé comme l’aristocratie justifient ces discriminations, parfois jusqu’en plein XVIIIe siècle, bien que les cagots soient catholiques. Cependant, ils condamnent les excès commis par les manants à leur encontre, ces derniers supportant les corvées et la taille, dont les cagots sont parfois exempts selon les époques et les régions.
Aucune étude ou recensement ne répertorie les cagots protestants, bien qu’il soit probable qu’il en existe dans les régions majoritairement réformées du sud-ouest.

#### Statut fiscal des cagots

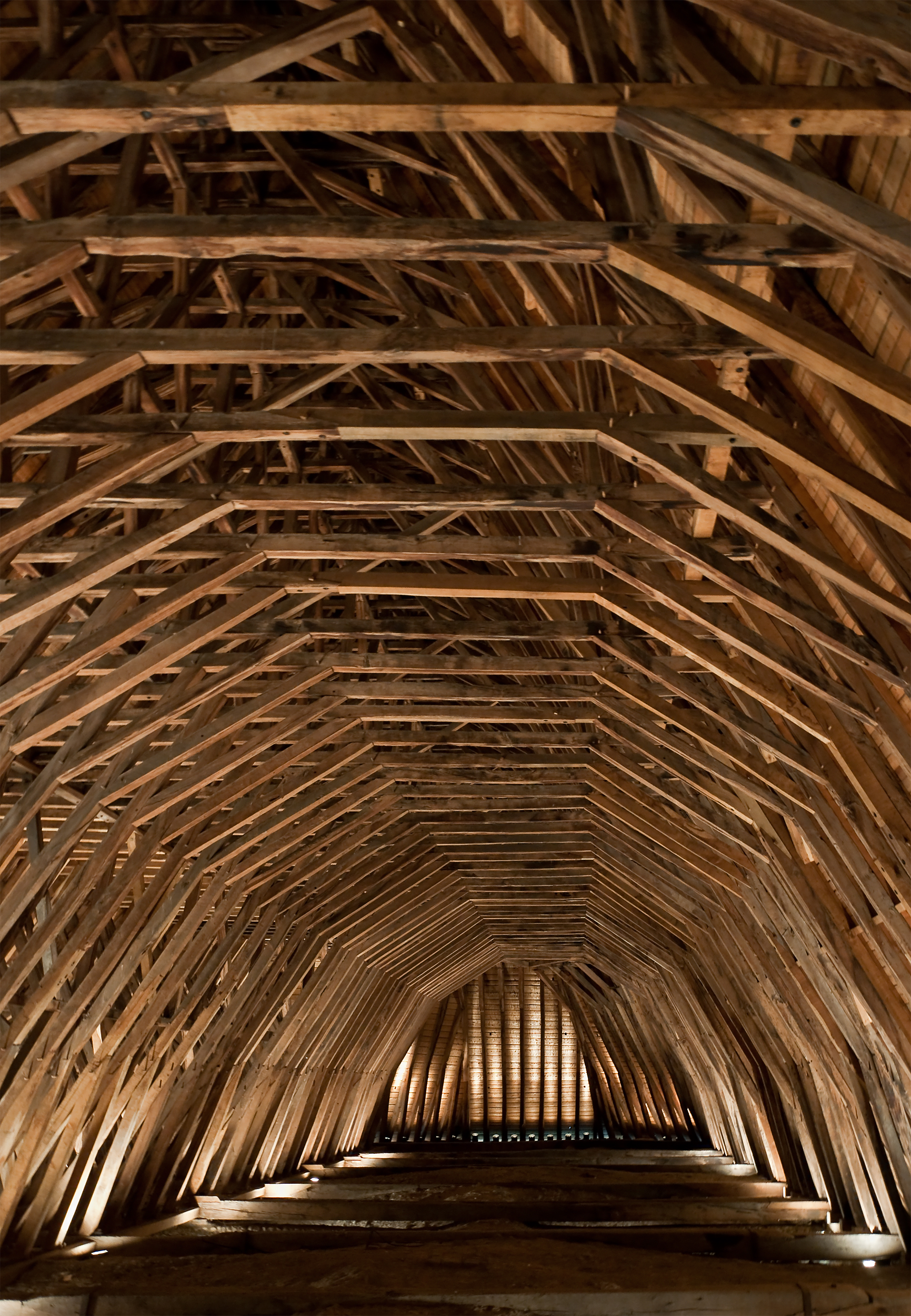
Charpente de l'église Saint-Girons de Monein, construite par les cagots.

Dans les années 1360 et 1365, les cagots paient des redevances pour leurs terres ou fiefs, ainsi que des taxes sur le revenu de celles-ci. L’exemption de la taille n’est pas uniforme. Au XVe siècle, dans la plupart des pays d'élection (les plus nombreux), la taille concerne les chefs de famille roturiers et est répartie arbitrairement selon les signes apparents de richesse et les réseaux d’influence. Dans les régions soumises à la « taille réelle » (principalement dans les pays d'État), la taille porte sur les biens fonciers.
L’Armagnac stricto sensu, avec le Béarn où les cagots représentent aussi environ 2 % de la population, constitue le seul territoire où ils disposent d’un statut fiscal spécifique.  
Le 6 décembre 1379, alors que la taille seigneuriale existe depuis environ 300 ans, les cagots, représentés par leurs procureurs, concluent un traité avec Gaston Fébus : ils s’engagent à réaliser toute la charpente du château de Montaner, ainsi que les ferrures nécessaires, à leurs frais. En contrepartie, le prince leur accorde une remise de deux francs sur l’imposition de chaque feu (foyer), les dispense de la taille et leur permet de prendre du bois dans ses forêts. Ces exemptions ne concernent que les cagoteries existantes en 1379, et non celles créées ultérieurement, comme le précise le For de 1551. Ce privilège est aboli en 1707. On ignore si les cagoteries abandonnées en 1385 (Aydie, Montardon, Lagor, Laas) bénéficient de ce traité lorsqu’elles sont à nouveau occupées. Plusieurs cagots recensés en 1385 semblent toutefois ne pas payer le droit de feu. La reconnaissance envers Gaston Fébus s’exprime dès 1383 par un hommage collectif réunissant quatre-vingt-dix-huit d’entre eux. Après la mort du prince, la rénovation du for en 1398 maintient ces exemptions pour les cagoteries, au même titre que les ecclésiastiques pour leurs bénéfices. En 1379, certains serfs bénéficient aussi d’exemptions de corvées, en échange de paiements affectés aux travaux du château.
Dans les Landes et en Chalosse, où leur présence est importante, les cagots paient des droits paroissiaux spécifiques. Le nombre de questes prélevées sur eux dans les recettes du comte d’Armagnac correspond globalement à la fréquence de la toponymie cagote. La queste ou emparanse (impôts) semble théoriquement reposer sur les chefs de famille, mais la réalité est plus complexe.
En matière de cens, les gahets de Bordeaux, charpentiers regroupés dans un faubourg formant une communauté, disposent d’une chapelle au milieu des vignes, appelée Saint-Nicolas-des-Gahets. Ils paient collectivement un cens annuel de 16 sous au chapitre de la cathédrale Saint-André. Ils ne peuvent pas toucher aux vivres des marchés ni entrer dans les boucheries, les tavernes ou les boulangeries.
Sous les Albret, les cagots sont dispensés de la Gabelle en Béarn, Bigorre et Chalosse. Cette exemption, lorsqu’elle existe, perdure jusqu’au règne de Louis XIV, époque où environ 2 500 cagots vivent en Béarn. Par ordonnance royale, ils rachètent alors leur « affranchissement » moyennant une compensation financière correspondant aux impôts dont ils étaient exemptés.

### Métiers cagots
Au Moyen Âge, on considère que le fer et le bois ne transmettent pas la lèpre. De nombreux cagots exercent donc des métiers liés à ces matériaux : charpentiers, menuisiers, bûcherons, sabotiers, tonneliers ou forgerons. Le choix de la profession varie selon les régions : en Béarn, ils ne peuvent être que charpentiers, tandis que dans le Gers, ils sont limités au métier de bûcheron.

#### Cagots bâtisseurs

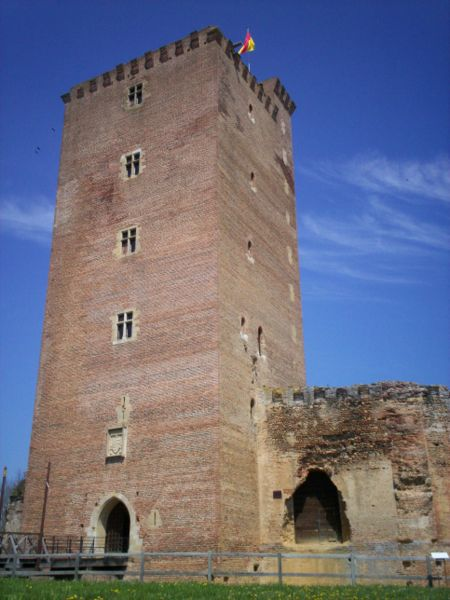
Le château de Montaner, construit par les cagots pour Gaston Fébus.

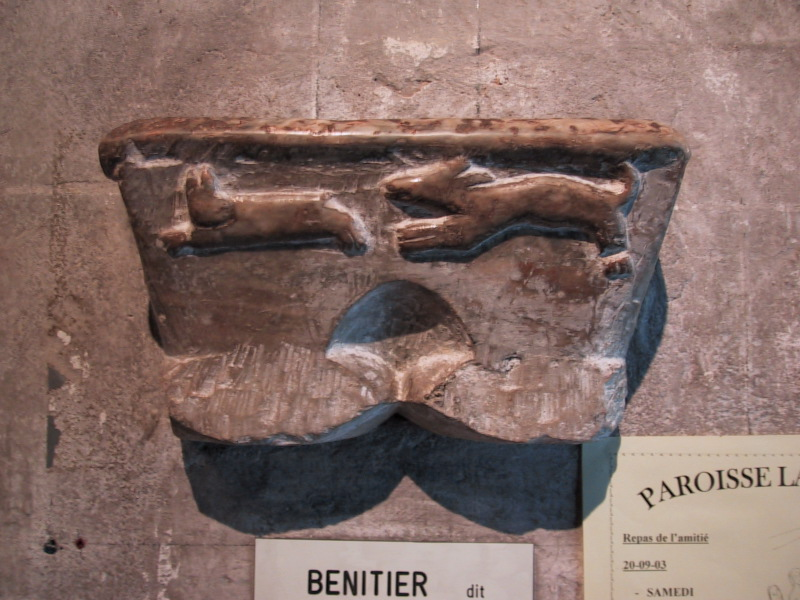
Bénitier destiné aux cagots, cathédrale d'Oloron, Béarn

Les cagots excellent dans le travail du bois et participent à la construction de nombreuses charpentes d’édifices, dont certains sont aujourd’hui classés monuments historiques.  
- Au XIIIe siècle, des cagots du Béarn se voient confier la construction de la charpente de Notre-Dame de Paris[17],[39].
- En 1379, sous la direction de Sicard de Lordat et de vingt-cinq maîtres maçons, les cagots construisent le château de Pau[34]. Dans le Béarn, la liste des cagots ayant travaillé à la charpente du château de Montaner (engagement pris en 1379, réalisé en 1398) et le dénombrement général de la vicomté en 1385 permettent d’estimer leur nombre à cette époque entre 600 et 1 000 personnes[40]. Pour le château de Montaner, le maître charpentier cagot Pierre Doat s’engage à installer des fours pour cuire 100 000 briques par an. Pour achever le donjon et l’ossature des bâtiments intérieurs, quatre-vingt-huit charpentiers cagots fournissent toutes les pièces de bois taillées, leurs ferrures, les posent et recouvrent les charpentes de lauzes livrées sur place[36].
- En 1396, Berdot de Candau et Arnaud de Salafranque, sous la direction du chef des cagots de Lucq, Peyrolet, réalisent les réparations de l’église d’Ogenne[34].
- En 1404 et 1414, les cagots réparent le moulin de Navarrenx sous la direction de Berduquet de Caresuran, architecte reconnu[34].
- En 1464, à Monein (qui compte en 1385 environ 2 300 habitants), la réalisation de la charpente exceptionnelle de l’église Saint-Girons leur est confiée[41]. Comme dans d’autres églises de la région, un bénitier et une petite porte sont réservés aux cagots[42].
- Au XVIe siècle, ils travaillent aux abattoirs et au temple protestant de Pau[34].
- En 1597, après un incendie qui endommage l’église de Campan, ils reconstruisent la charpente.
- En 1694, le 19 novembre, un nouvel incendie détruit l’église de Campan, la halle et 70 maisons. Les cagots reconstruisent l’église ainsi que la halle de Campan, lieu d’un important marché aux bestiaux. L’église et la halle actuelles datent de cette époque. La halle, classée monument historique depuis le 14 mars 1927, est la plus ancienne des Hautes-Pyrénées.
- Ils réalisent également de nombreux autres travaux à Morlaas, Loubieng, Arzacq et dans d’autres localités[34].

#### Règlements et pratiques
En 1471, un règlement établi par un notaire d’Oloron précise que les cagots doivent vivre exclusivement de leur métier de charpentiers, conformément à un usage ancien, et leur interdit toute autre profession. Pour éviter que le monopole dont ils disposent ne fasse augmenter les prix, ce règlement stipule que le cagot de Moumour — pour qui le document est rédigé — doit honorer en priorité les commandes des habitants de son village, à un tarif raisonnable.  
Lorsqu’ils refusent de travailler sans rémunération, les cagots sont accusés de délaisser les plus pauvres et de ne travailler que pour les riches, moyennant un double salaire, « encore qu’ils ne restassent à l’ouvrage que la moitié du jour ». Les États demandent alors qu’on les oblige à travailler soit à la journée, soit à prix fait, fixé par un expert, et cela aussi bien pour les pauvres que pour les riches.  
La plupart accomplissent pourtant leur tâche avec honnêteté et compétence. Jean Darnal, évoquant le règlement de police de Bordeaux en 1555, note qu’ils sont « charpentiers et bons travaillans, qui gagnent leur vie en cet art dans la ville et ailleurs ». Aux XVIIe et XVIIIe siècles, leur maîtrise du travail du bois est telle qu’on les considère comme des « maîtres », appelés couramment « lous mèstres » ou « les charpentiers ». Ils sont recherchés pour les ouvrages les plus complexes ou les plus périlleux.  
Les cagots exploitent également les ressources naturelles de leur environnement. À Navarrenx, par exemple, la pêche au saumon constitue une source de revenus importante pour le village. Certains cagots, habiles charpentiers, participent activement à la fabrication d’engins de pêche tels que le crochet (ancêtre du râteau), le barau (filet tournant), les nasses ou encore les coffres à moulin.  
En 1604, sous Henri IV, lorsque les cagots de Nay entreprennent de vendre toutes sortes de marchandises, les États de Béarn réaffirment qu’ils ne peuvent exercer d’autre profession que charpentier ou menuisier, métiers auxquels ils sont assujettis par le For, et leur interdisent « de s’adonner à aucun art mécanique, et moins encore à la vente de marchandises ».

#### Compagnonnage

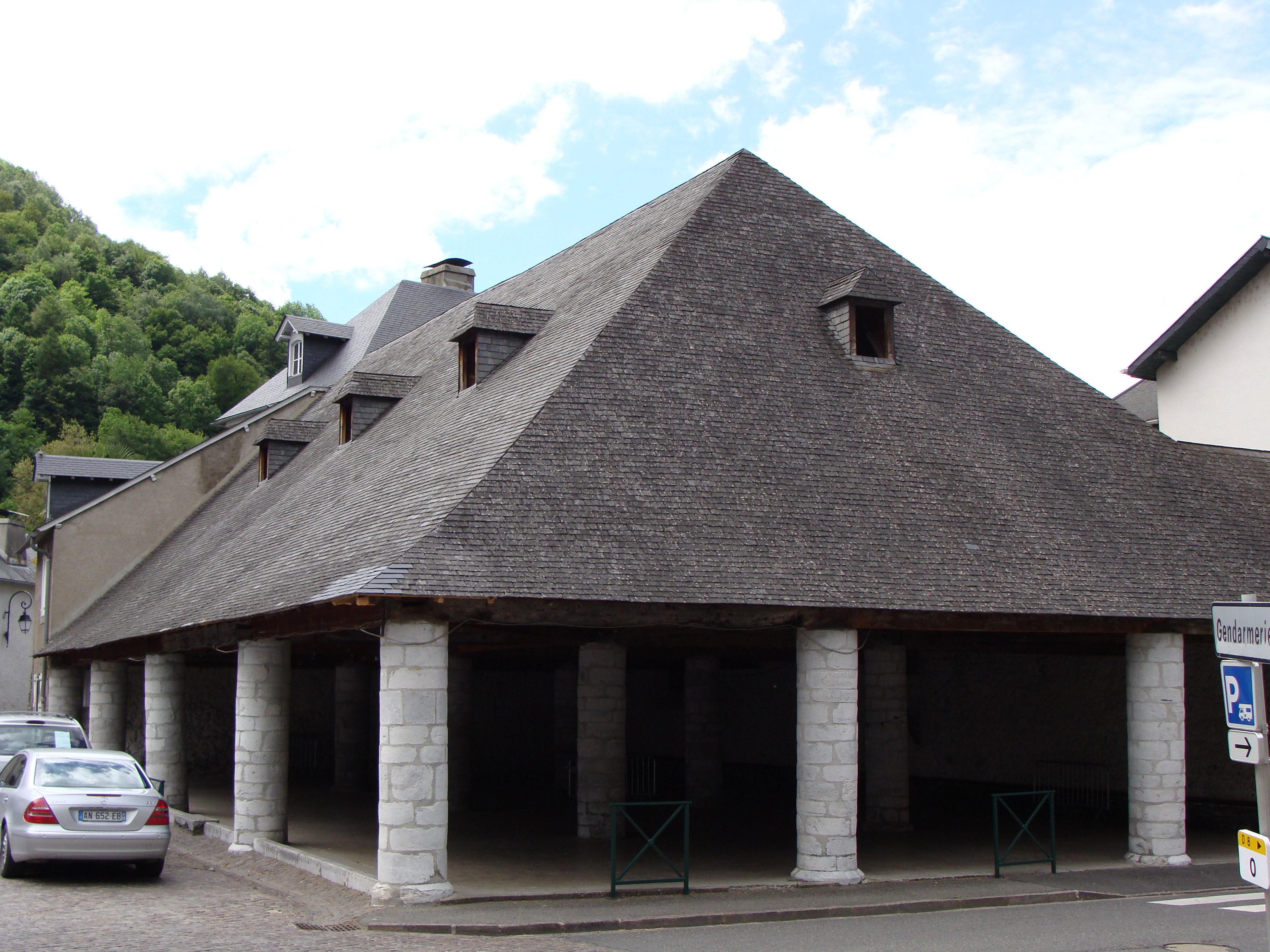
Campan - La halle, construite par les cagots, classée monument historique.

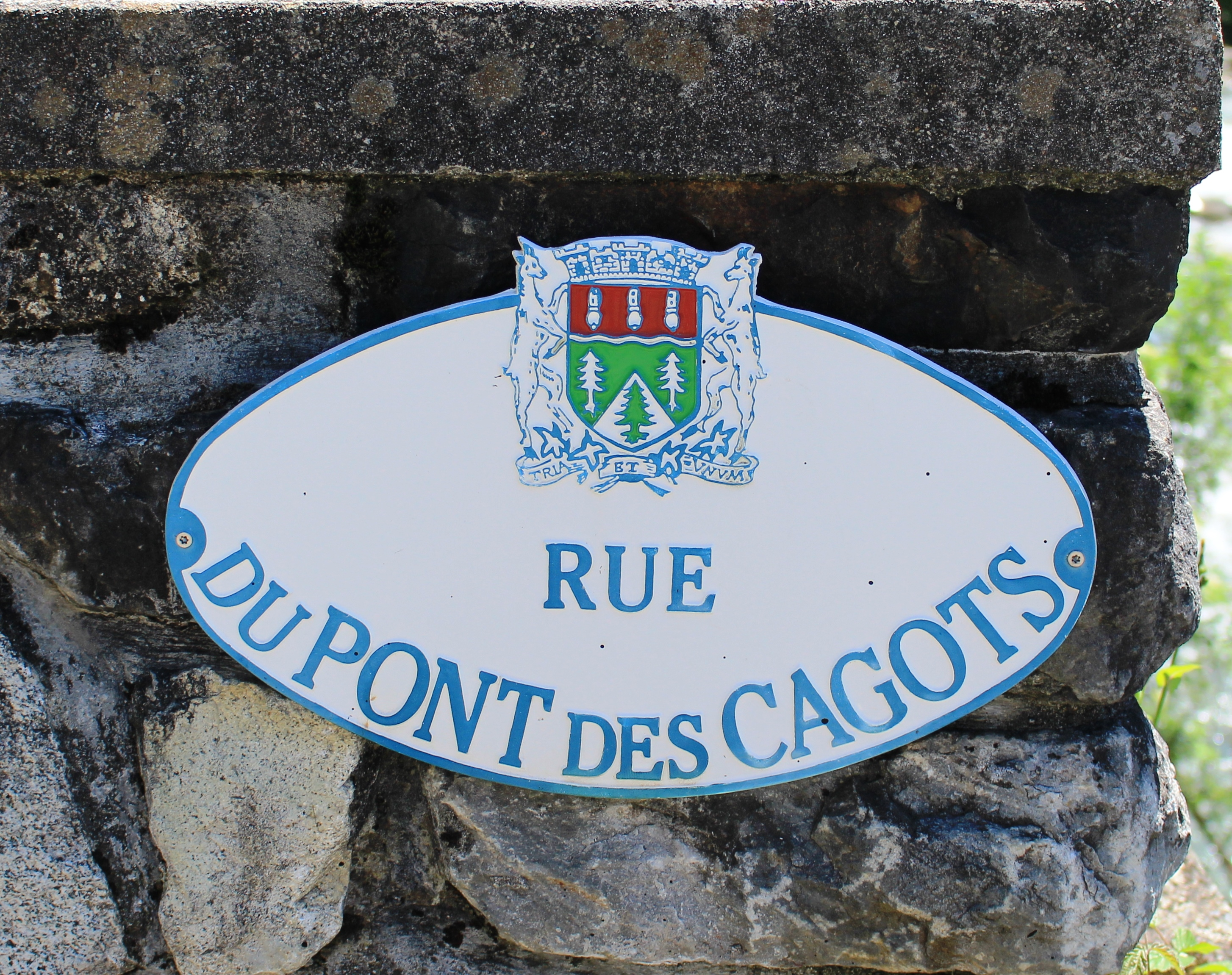
Rue du pont des cagots à Campan.

Au retour de leur pèlerinage à Compostelle, les cagots peuvent s’inscrire comme compagnons de Saint-Jacques à la confrérie des charpentiers de leur village. La relégation professionnelle des cagots peut favoriser l’émergence du compagnonnage, comme le suggère René Descazeaux[réf. nécessaire], mais seulement après leur mise à l’écart, et principalement dans les métiers du bois. Certains auteurs, dont le *Larousse*, avancent que les Gavots (compagnons du Devoir de Liberté) sont des descendants des cagots.
Les cagots ne sont acceptés *que* parmi les compagnons du Devoir de Liberté, l’une des branches du compagnonnage apparue en 1804 et regroupant les compagnons ne se reconnaissant pas dans le catholique « Saint devoir de Dieu » : loups, étrangers, indiens, gavots.

#### Tous les cagots ne sont pas charpentiers
Le chercheur Yves Guy, en étudiant les actes paroissiaux de familles de Saint-Savin, réfute l’affirmation selon laquelle « tous les cagots sont des charpentiers ». Selon lui, le terme « charpentier » devient une étiquette de substitution pour désigner les cagots.  
Les autres professions les plus souvent exercées par les cagots sont celles de menuisier, vannier, cordier et tisserand. Les tisserands travaillent principalement pour l’extérieur, les habitants locaux leur confiant rarement des commandes, prétextant que leur drap serait encagotté.  
Lorsque les instruments de torture sont en bois — ce qui est fréquent dans les bourgs et villages — certains cagots exercent comme bourreaus, constructeurs de cercueils et fossoyeurs. Ces fonctions ne contribuent pas à améliorer leur image auprès des populations locales, ni leur condition sociale. En 1607, sous Henri IV, à Garos, ils refusent de fabriquer cercueils et tréteaux pour les supporter. Les jurats et députés de la ville publient alors une ordonnance les contraignant à exécuter ces travaux funèbres sur simple sommation, contre un salaire fixe payé par le maître de la maison où le décès est constaté. Les récalcitrants sont passibles d’une « loi majeure ».  
Certains cagots exercent également comme chirurgiens et on leur attribue volontiers des dons de guérisseurs, car vivant à proximité des forêts, ils possèdent une bonne connaissance des plantes médicinales.  
Les femmes sont souvent sages-femmes ; jusqu’au XVe siècle, les cagotes détiennent même l’exclusivité de cette activité.  
La profession exercée par les cagots les préserve de la misère et, surtout, les maintient dans une relation constante avec le reste de la population. C’est sans doute cet élément qui contribue, plus tard, à leur réintégration définitive.

## Contexte historique du phénomène des cagots
(octobre 2021).
Si vous disposez d'ouvrages ou d'articles de référence ou si vous connaissez des sites web de qualité traitant du thème abordé ici, merci de compléter l'article en donnant les références utiles à sa vérifiabilité et en les liant à la section « Notes et références ».
En France, une ordonnance de Louis XIV tenta de mettre fin à l'emploi du terme cagot. Mais le clergé persista à employer le terme pendant une grande partie du XVIIIe siècle. Puis cagot disparut presque partout. Le terme continua néanmoins d'être utilisé en Navarre, et en Espagne où le phénomène survécut jusqu'en 1819, et même avec des traces au XXe siècle.

### Chronologie
- Culture d'Oksywie, puis première culture de Wielbark identifiée aux premiers goths en début du Ier siècle
- Culture de Jastorf (culture allemande de l'âge de fer) > Bleu ciel : expansion - Violet : régression
- Culture de Przeworsk >> Orange : régression
- Expansion de la culture gothe Wielbark  jusqu'à la Crimée au IIe siècle

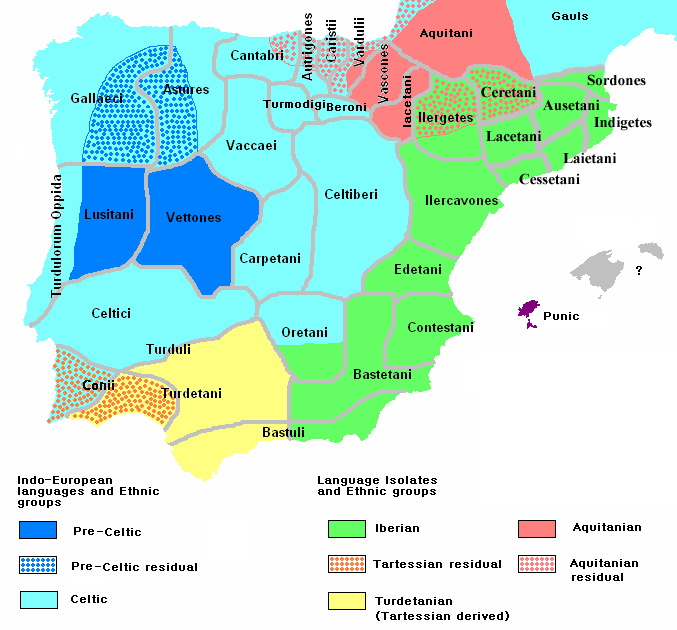
Europe du Sud-ouest: Les peuples en Espagne avant conquête cartaginoise et notamment en Aragon au '

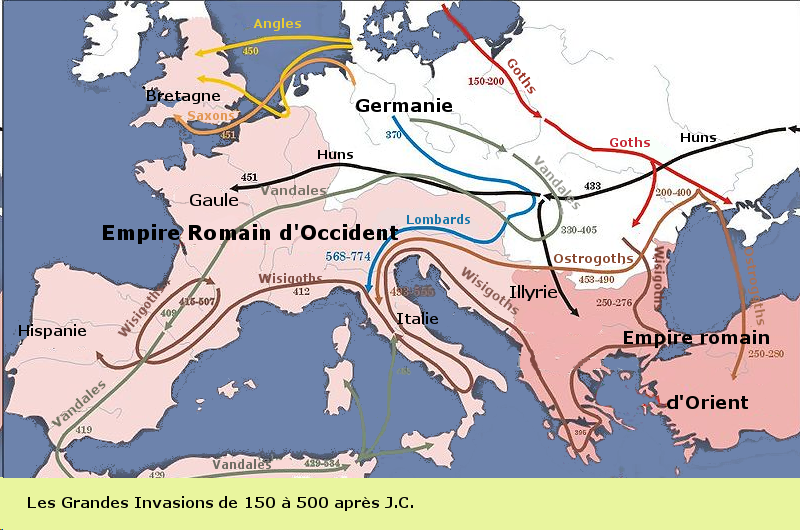
Les mouvements migratoires du

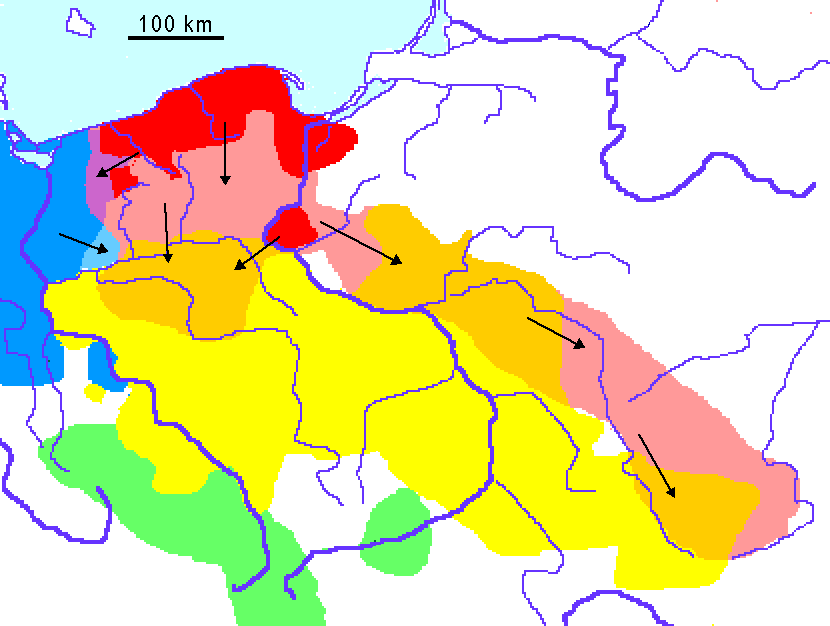
Culture d'Oksywie, puis première culture de Wielbark identifiée aux premiers goths en début du Ier siècle
Culture de Jastorf (culture allemande de l'âge de fer) > Bleu ciel : expansion - Violet : régression
Culture de Przeworsk >> Orange : régression
Expansion de la culture gothe Wielbark jusqu'à la Crimée au IIe siècle
Puis au début du IIIe siècle, les Goths surgissent dans le bassin du Danube et sur la côte nord-occidentale de la mer Noire. Et ils atteignent la Grèce au IVe siècle..

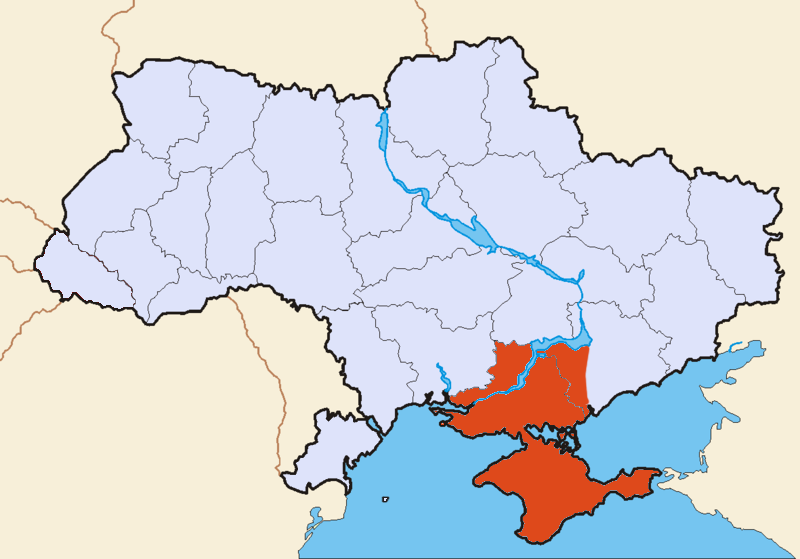
Au IIe siècle, arrivée et installation de la culture goth sur le nord de la mer noire. Puis sur la péninsule de Crimée que les auteurs byzantins appelleront plus tard « Gothie » et qui perdurera jusqu'au XVe siècle. Le dialecte Gotique de Crimée y sera parlé jusqu'au XVIIe siècle.

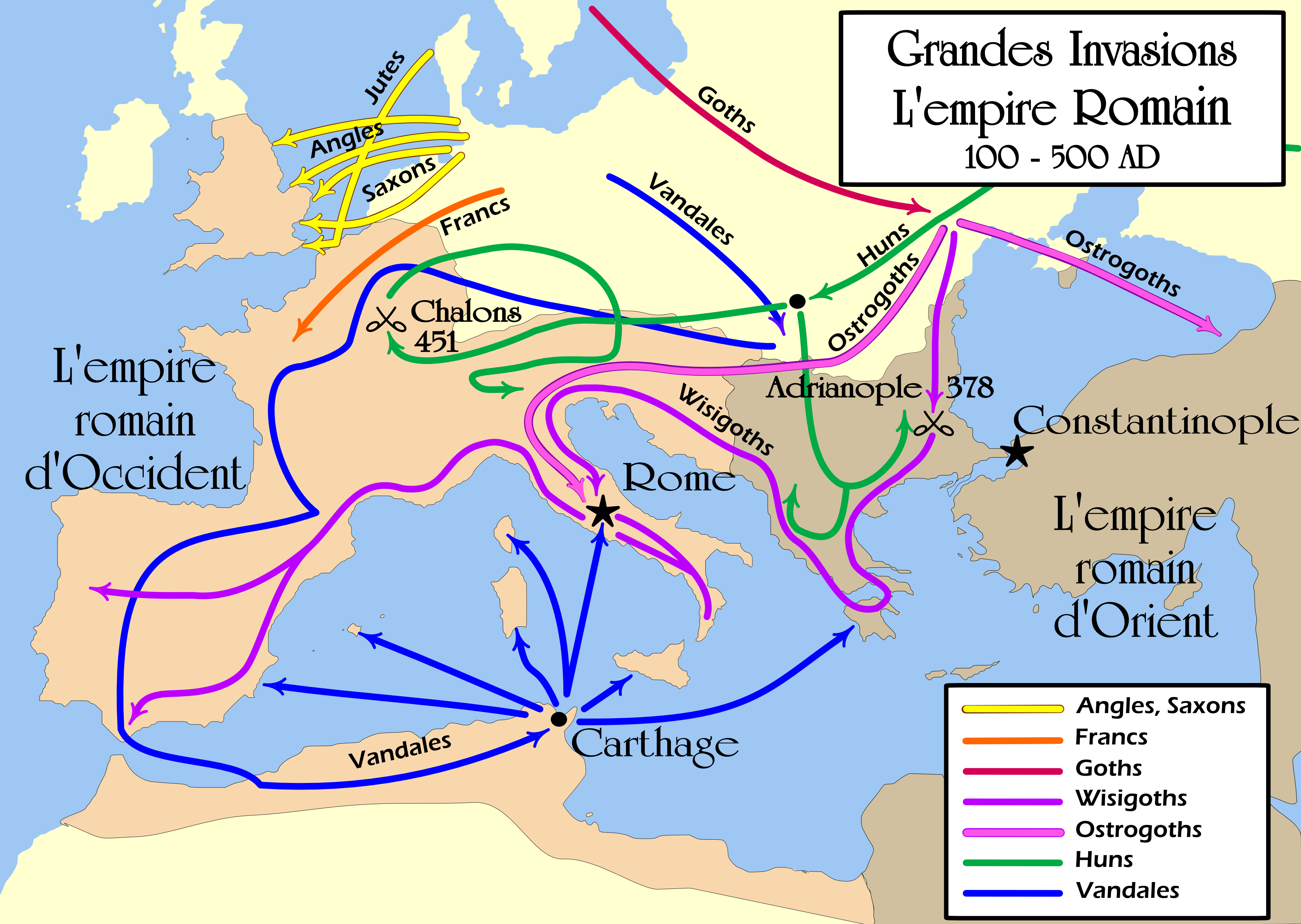
Tracés des grandes invasions
entre le IIe siècle et le VIe siècle.

Alors que les Wisigoths sont seulement implantés le long des fleuves Gironde et Dordogne entre Bordeaux et Toulouse, ils doivent s'unir aux Romains en 446 pour combattre les armées du roi suève Rechila qui est en train de conquérir toute l'Espagne et va bientôt menacer le sud de l'actuelle France.

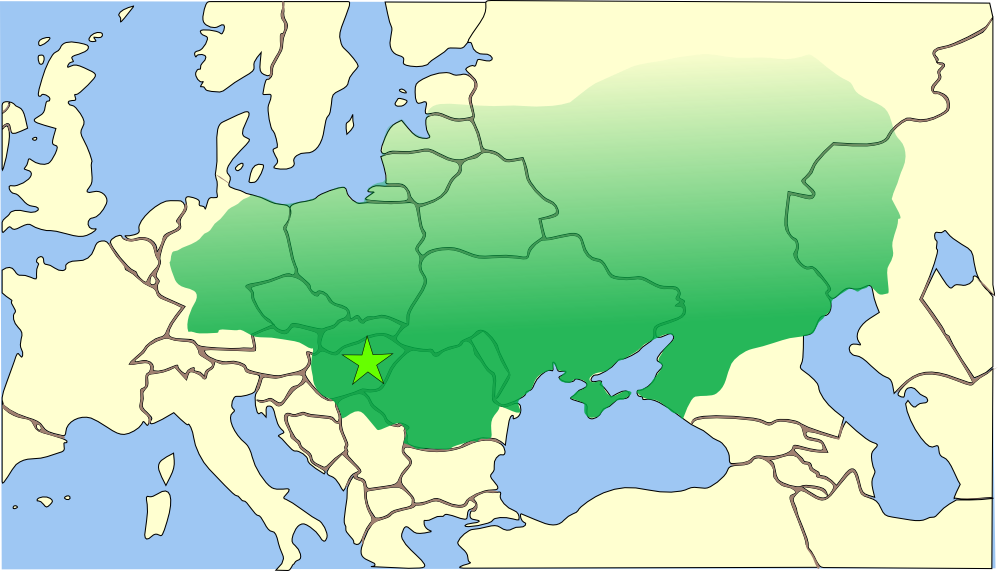
Vers 450, l'empire des Huns est à son maximum d'expansion. Pour se protéger, nombre de peuples ont dû migrer vers l'ouest...

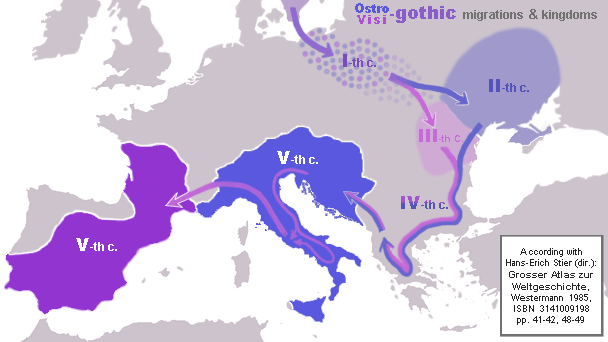
Évolution des Ostrogoths et des Wisigoths; '.

Situation des royaumes des Ostrogoths et des Wisigoths en 528.

Duchés d'Aquitaine et de Vasconie (710-740).

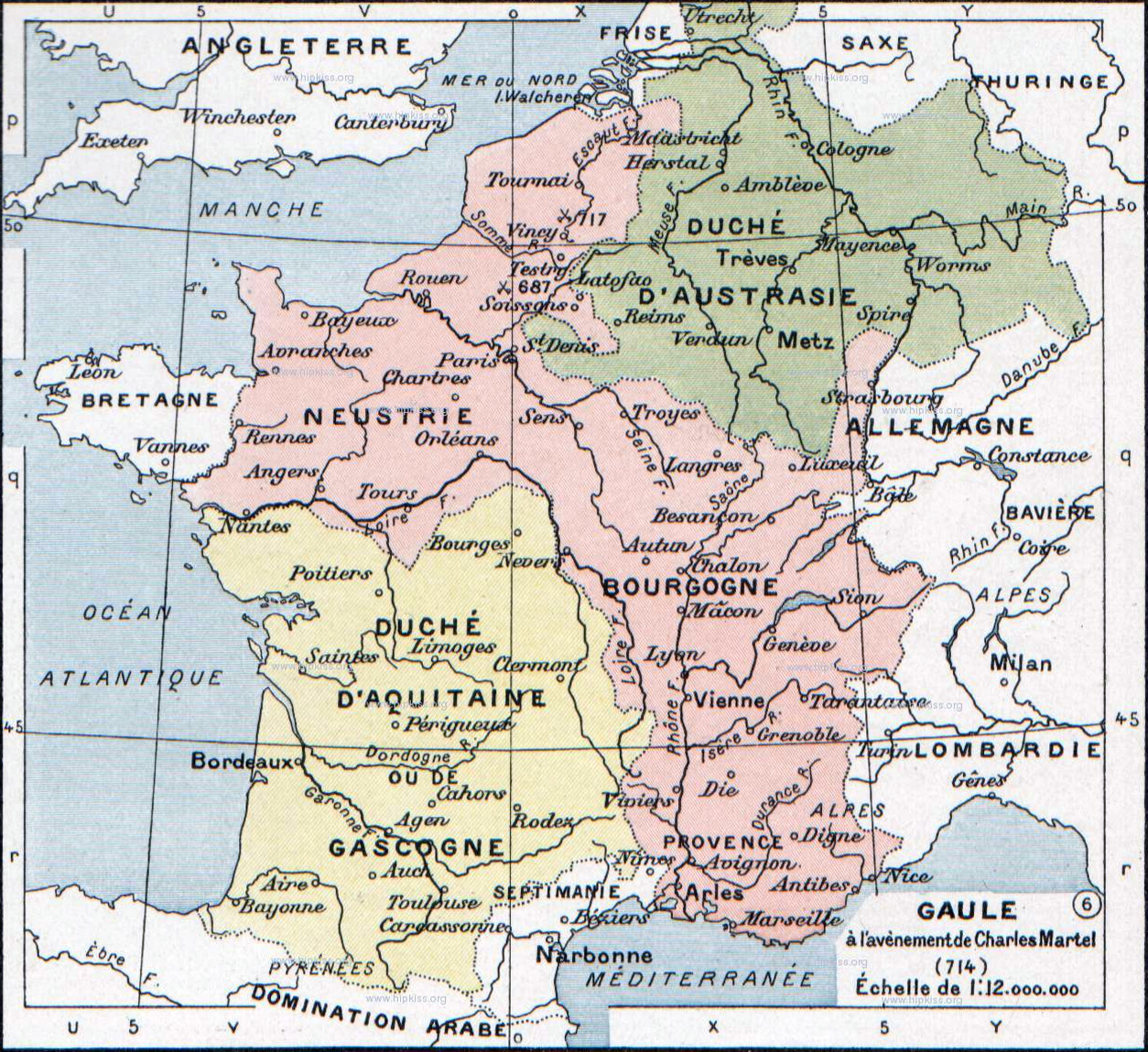
Gaule à l'avènement de Charles Martel (714). Paul Vidal de La Blache, Atlas général d'histoire et de géographie (1912).

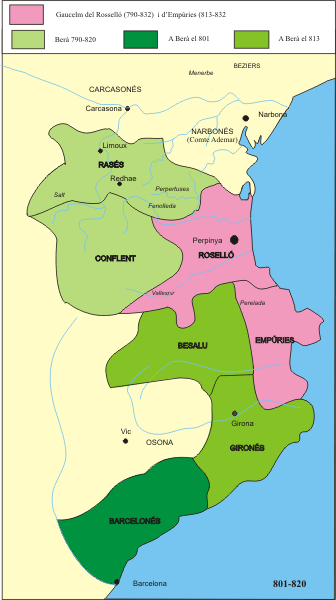
Domaines de Gaucelme du Roussillon et de Berà Ier, comte de Barcelone (801) puis du Radès (y succède à son père en 812).

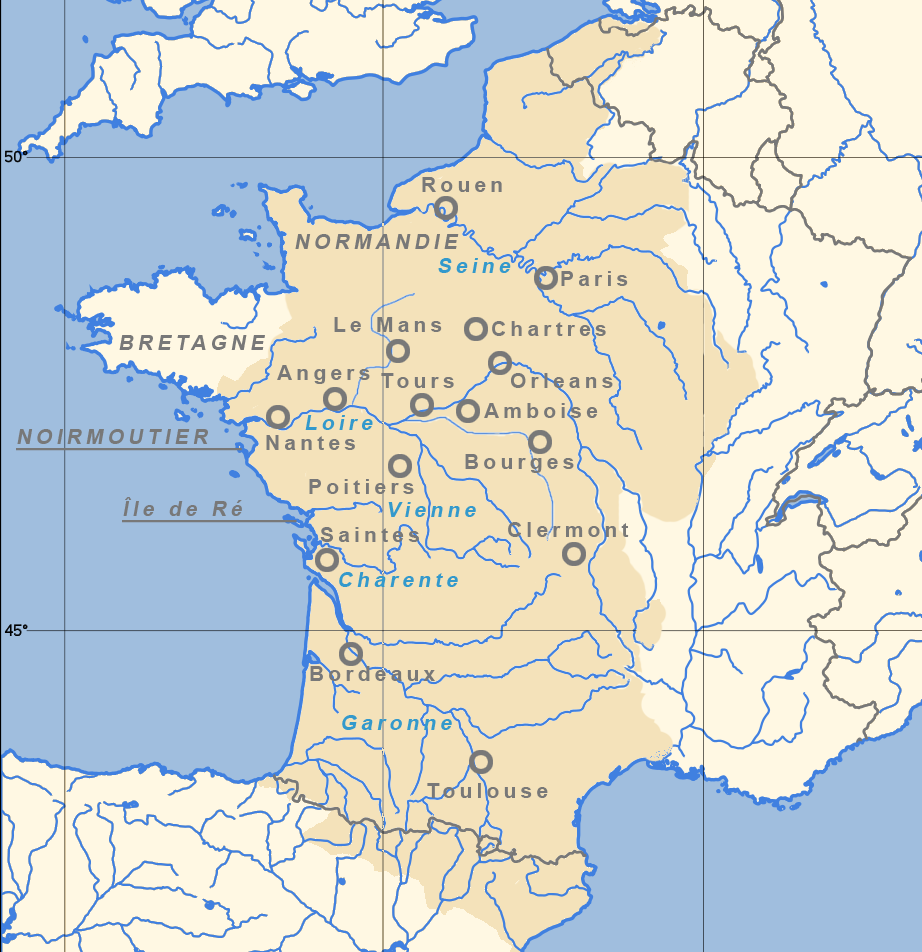
Incursions des Danois vikings (843-939).

Occitanie et Aragon en 1213.

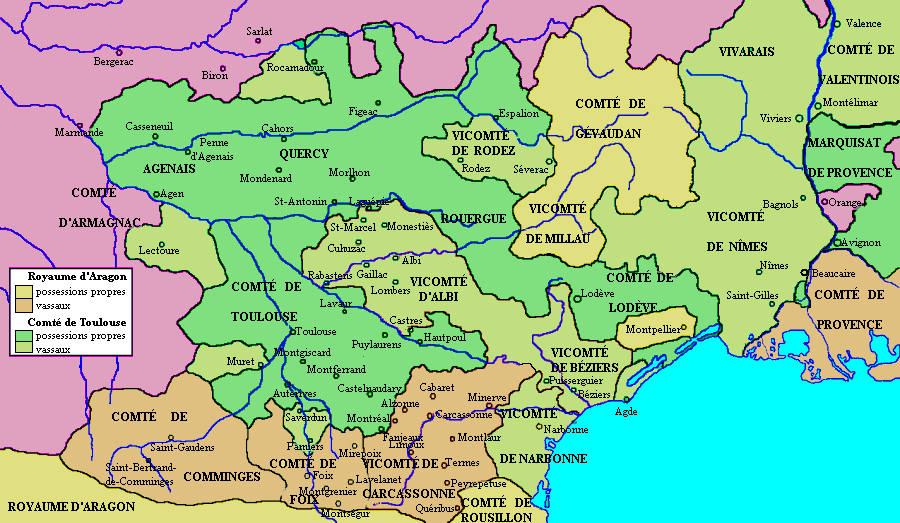
Le Languedoc (et partie du royaume d’Aragon) en 1209.

Évolution territoriale de la Reconquista (1000 à 1300) à partir de l'évolution linguistique de la péninsule Ibérique:
Entre Pays basque et Catalogne, on distingue clairement le flux de population déferlant et s'implantant sur l'Aragon pendant 3 siècles.
La pression est aussi forte sur le Pays basque qui régresse presque de moitié en surface linguistique. À l'ouest, les exclusions et répulsions de populations arrivantes devaient y être logiquement très nombreuses pour que les Basques persistent jusqu'à nos jours.
Situés en périphérie Est de ce flux, les antiques Rennains du Razès n'y ont pas résisté...

- Au sud-ouest de la Gaule, la célèbre région historique du Pays basque est le pays des Basques, un peuple autochtone de racine linguistique commune (Basq - Gasc - Vasc - Wasc) qui donnera naissance aux Baskoiak...

#### Événements précurseurs des cagots: le terme «canes gothi!»
- 0 : un très ancien peuple possède un territoire qui s'étend de la péninsule ibérique (cours supérieur de la rivière Èbre, Aragon, Rioja et Guipuscoa) au versant nord des Pyrénées occidentales correspond à l'époque contemporaine à l'actuelle Navarre : ce sont les Vascons, bien intégrés au monde romain et christianisés en tant que gens vasconum ou Vasconii (en latin) puis dénommés Gascons (duché de Vasconie en Gascogne), et correspondant à nos indéracinables Basques du royaume de Navarre (Moyen Âge), qui après bien des vicissitudes (dont de vieux conflits avec les royaumes Wisigoths et Francs) ont vaillamment perduré ;
- 0 : Westrogothie (ou Västergötland - pays des goths maritimes) est une terre originelle d'une tribu de la côte Ouest de la Suède avant migrations du IIe siècle
Ostrogothie (ou Östergötland - pays des goths de l'Est) est une autre terre originelle d'une tribu sœur de la côte Est de la Suède avant migrations.

Les deux tribus goths migrent vers Gotland, île du centre de la mer Baltique. C'est un troisième peuplement de départ;
Pendant les deux millénaires suivants, le nom français « Gothie » désignera toute « terre des Goths ».
- 100 : départ des Goths en bateaux, de leur patrie-mère du Gotland (située au centre de la mer Baltique) en direction du sud. Empruntant les cours d'eau, puis traversant des terres hautes, ils atteindront en quelques dizaines d'années une ancienne île: la Péninsule de Crimée.

Ces nouveaux Goths de Crimée vont s'y établir dans la Gothie criméenne et d'autres régions situées au nord de la mer Noire. La Gothie de Crimée, partie sud-ouest de la péninsule de Crimée restera pendant de longs siècles terre de Goths. Mais ce n'est que le début d'une longue aventure qui mènera une partie d'entre eux jusqu'à Rome, Toulouse, Barcelone, et en bien d'autres lieux...
- 200 : les Francs entrent par le nord sur le sol de la Gaule. Vont s'y succéder entre 400 et 1789, sur un espace géographique recoupant plus ou moins la France actuelle, 4 dynasties franques :

Mérovingienne (400-755) - Carolingienne (751-987) - Capétienne (987-1328) -  Valoisienne (1328-1789)...
- 256 : les tribus daces épargnées par la conquête romaine (essentiellement les Carpes) s'allient avec les Goths et les Sarmates dans une « fédération de peuples barbares » constituée autour des « Goths ».

On évoque aussi des alliances ultérieures avec les Huns vers le IIIe siècle, et plus tard encore avec des Vénèdes, ancêtres des Slaves. Avec les Goths, les Carpes pénètrent dans les Balkans et s'y fixent, contrairement aux Goths : les linguistes y voient l'origine des Albanais.
D'après Jordanès, la Dacie devint une des Gothies, avant qu'elle ne soit prise par les Gépides (peuple germanique du rameau ostique, proche des Goths).
- 325 : réunion forcée du Premier concile de Nicée sur ordre de l'empereur romain Constantin Ier devenu maître de l'empire qui conduira à la persécutions des courants chrétiens (les églises de Jérusalem, d'Alexandrie, etc) autres que celui de Pierre et Paul à Rome.
- ??? : à Laon, trois manuscrits européens rédigés entre le IXe et le XIVe siècle en monastères reprennent des écrits traitant de la lèpre (Lepra) et de ses traitements médicaux depuis le IVe siècle. Ces traitements sont à base de chaux vive pour dessécher la peau et de plantes médicinales qui désinfectent, adoucissent la peau et atténuent les douleurs[48].
- 350 : pour la région pyrénéenne, la Bigorre commence juste à être évangélisée. Dans la vallée de Campan, la 1re église est construite à Beaudéan;
- 350 : l'évêque arien Wulfila (311-382) à la tête d'une communauté de Wisigoths chrétiens en Mésie (Bulgarie) est l'auteur d'une traduction de la Bible grecque de la Septante en langue gotique, la langue des goths (branche germanique la plus ancienne de famille des langues indo-européennes) qui perdura au moins jusqu'au milieu du VIIe siècle en Espagne et survivra jusqu'au XVIIIe siècle en Crimée ;
- 375 (source) : soumission des Greuthunges (pays ostrogoth) par les Huns qui après franchissement du Don, atteignent le pays des Tervinges (pays wisigoth). Les Wisigoths migrent aussitôt en direction du sud-ouest pour ne pas subir le sort des Greuthunges qui, plus à l'Est, sont intégrés dans l'empire hunnique et seront dénommés "Ostrogoths" (Goths de l'Est).

##### Origines les plus lointaines des cagoths
- 376 : entrée des Tervinges (Fritigern) dans l’Empire romain ; ils sont alors appelés Wisigoths (Goths de l'Ouest).
- 396 : mort de saint Clair, compagnon du grand saint Martin de Tours qui avant d'être soldat romain puis prêtre-fondateur du 1er monastère des Gaules à Ligugé (Poitou) puis évêque de Tours (Touraine), avait migré de Pannonie (Hongrie) où il était né et avait passé sa jeunesse.
  - Rappelons que pour la fête de la Saint Martin (11 novembre), il était de tradition de déguster une oie bien grasse, ou à défaut pour les plus pauvres, un canard sauvage attrapé lors de sa migration. Dans les deux cas, il y avait "patte palmée" pour les cagots.
- 400 : début de la dynastie franque mérovingienne (400-755):
- 409 : début des invasions barbares en Hispanie (Espagne). Elles dureront un siècle et menaceront le sud de l'actuelle France. Les Wisigoths en profiteront pour s'y installer après avoir pris Rome...
- 410 : prise de Rome par Alaric et ses Wisigoths qui emportent un grand trésor en or amassé par l'Empire romain (dont celui du Temple de Jérusalem). Il servira à fonder leurs deux capitales wisigothes (une politique et une défensive religieuse) dans le sud de la France;
- 412 : les Wisigoths de religion arienne commencent à s'installer en Bigorre (ils y resteront au moins un siècle);
- 412 : les Wisigoths arrivent en Hispanie et prennent Barcelone. Mais l'année suivante leur roi Athaulf est assassiné;
- 416 : Wallia, nouveau roi des Wisigoths, est chargé par l'Empire romain d'Occident de chasser les Barbares d'Hispanie. Il nettoie le nord de la péninsule.
- 418 : le royaume wisigoth s'étend dans le sud-ouest européen. Il est l'un des grands royaumes germaniques du haut Moyen Âge issu des grandes invasions contre l'empire romain. Le royaume wisigoth de Toulouse, est une des Gothies ; puis celui de Tolède en sera une autre.

Le royaume wisigoth du côté français des Pyrénées existera de 418 à 720. Sa double capitale (politique - religieuse sera souvent déplacée à mesure de l'évolution territoriale :
- - Barcelone (412–413) + Rhedae (412–720) en Razès ou Rasès) ;
  - Bordeaux (413–418) + Rhedae ;
  - Toulouse (418–507) + Rhedae ;
  - Narbonne (507–531) + Rhedae ;
  - Barcelone (531–542) + Rhedae ;
  - Tolède (542–711/712) + Rhedae ;
  - Narbonne (711/712–720) + Rhedae.
- 481 : le roi franc mérovingien Clovis (puis ses fils) commence la conquête de presque toute l'ancienne province romaine de Gaule (correspondant à une grande partie du territoire de la France actuelle) jusqu'en 535. Les Wisigoths devront déplacer leur capitale de Toulouse à Narbonne en 507.
- 507 : du fait des tensions entre peuples, apparition du terme « chiens de Goths » canes gothi (attesté dans des documents en latin et dans Histoire des races maudites), envers les Goths (notamment les Wisigoths) à cause de leur migration et aussi de leur attachement à l'arianisme qui est objet de scandales pour les chrétiens nicéens.
- 507 : les Francs christianisés prennent les armes contre les Goths ariens. Ils sont victorieux à la bataille de Vouillé, en 507, où Clovis tue Alaric II, roi des Wisigoths. C'est la fin du royaume de Toulouse et repli des Wisigoths sur la place-forte de Rhedae et en Espagne, sous protectorat de Théodoric.
- 512 : publication de l’Edictum Theodorici regis, code pour les Romains et les Goths.
- 526 : mort de Théodoric; et établissement du royaume wisigoth de Tolède.
- 531 : histoire des Goths de l’écrivain latin Cassiodore, conseiller de Théodoric.
- 589 : conversion officielle (forcée) des Wisigoths au christianisme romain. Les Wisigoths d’Espagne, jusque-là ariens, deviennent nicéens (IIIe concile de Tolède).
- 638 : le roi Chinthila (636-639) est à l'origine d'un édit stipulant que seul un « Goth » peut monter sur le trône wisigothique.
- 654 : multiplication des mariages mixtes et abolition de la personnalité des lois des Wisigoths. Jusqu'au VIIe siècle, on distingue principalement dans le royaume : les Gothi (les Wisigoths), des hispano-romains (Hispani); puis ces différences s'atténuent. Le terme de Gothi finit par perdre son sens ethnique pour s'appliquer à l'ensemble des deux populations du Royaume.
- 711 : conquête de l’Espagne par les musulmans et fin du royaume de Tolède (711-718).
- 718 : début du royaume néo-wisigoth des Asturies (718-722).
- 720 : traité de paix entre Charles Martel et le duc Eudes d'Aquitaine, le chef des Basques Vascons dont le territoire s'étend de la Loire jusqu'au-delà des Pyrénées (avec Toulouse comme nouvelle capitale prise aux Wisigoths), et qui domine tous les territoires au sud et à l’est de la Loire à l’exception de la Touraine. Il reconnaît le pouvoir de Charles en Neustrie comme en Austrasie. Et en échange, le franc carolingien Charles Martel s'engage à lui livrer le roi franc mérovingien Chilpéric II[49],[50].
- 722 : le royaume des Asturies sera une des dernières Gothies, tel que les Mozarabes dissidents d'al-Andalus le désignent dans les chroniques mozarabes.

#### Événements géolocalisants en France des cagoths
- 732 : les Maures Omeyyades d’Espagne lancent alors deux offensives simultanées, une qui remonte la vallée du Rhône jusqu'à Sens, et l'autre conduite par Abd-er-Rahman qui franchit les Pyrénées. Il ravage le Pays basque (les Vascons) et l’Aquitaine de Eudes. Il prend sa capitale Bordeaux et défait les troupes d’Eudes dans une bataille sanglante de la Dordogne ou de la Garonne. Le duc d'Aquitaine s'enfuit et demande aussitôt l'aide de Charles Martel, son ancien ennemi.
- 732 : le 25 octobre, Charles Martel stoppe l'avance des Sarrasins et leurs alliés à la bataille de Poitiers. La cavalerie lourde franque surprend les Maures par sa résistance. L'émir Abd-al-Rahmân est tué. Son armée rebrousse chemin. Cette victoire sur les Maures est le moyen pour Charles Martel de mettre fin à l'indépendance du duc d'Aquitaine Eudes. Après avoir perdu Bordeaux, Eudes accepte la suzeraineté de Charles Martel et meurt en 735. C'est la fin des Basques vascons d'Aquitaine qui se replient sur leur Pays basque pyrénéen.
- 733 : des restes de l'armée arabe repoussée par Charles Martel un an plus tôt à Poitiers, arrivent à Campan. Ils sont à nouveau défaits par les Campons.

Les survivants arabes sont installés sur la rive droite de l'Adour sur ce qui sera reconnu plus tard comme le quartier des Cagots de Campan. Ces survivants étaient possiblement arabes, wisigoths ou même francs Mérovingiens mercenaires ou alliés des Maures. Ils étaient tous ennemis des francs carolingiens... 

- 754 : la dynastie mérovingienne a vécu : faiblesse du pouvoir royal, pouvoir de l’aristocratie franque et des maires du palais, sorte de premiers ministres.
- 755 : fin de la dynastie mérovingienne (400-755) // Début de la dynastie franque carolingienne (751-987). Le pouvoir passe à la dynastie du nom de Charlemagne, roi le plus emblématique de cette dynastie. Le maire du palais Charles Martel, avec l’appui du Pape, organise cette « passation » de pouvoir aux fins d'étendre le christianisme romain à l'échelle d'empire.
- 765 : toujours des raids mauresques sur le sud de la France pour des razzias sur les domaines de l'Église.
- 778 : bataille du col de Roncevaux  : Le premier comte en titre du Razès (capitale Rhedae / Rennes-le-château) dont le nom nous soit parvenu est celui de Guillaume de Gellone, valeureux compagnon de Charlemagne qui participa à la bataille de Roncevaux (778), aux côtés de Roland.
- 779 : premier acte connu concernant un village du Razès résumé dans l'inventaire des actes de l'archevêché de Narbonne : il est fait état d'un arrêt prononcé dans cette ville par lequel le lieu de Cailhau est adjugé à l'archevêque au détriment du comte carolingien Milon qui l'avait usurpé. Ce document souligne déjà l'intérêt que les Narbonnais, et en particulier leurs prélats, portent aux localités du Razès. Ils allaient le manifester par la suite en maintes occasions.
- 787 : deuxième concile de Nicée.
- 788 : dans une poésie de l'évêque Théodulf d'Orléans, est mentionné pour la 1re fois le nom de la région Razès (Rhedesium).
- 788 : se tient à Narbonne, un important concile au cours duquel Daniel, métropolitain de la province, revendique sur l'évêque d'Elne tout le pays de Razès. Ce dernier est disjoint de l'évêché de Carcassonne et intégré à l'archevêché de Narbonne en 791. Les prélats narbonnais portent désormais le titre d'archevêques de Narbonne et du Razès (Rhedae sera chrétienne).
- 798 : devenue carolingienne, la cité isolée de Rhedae, capitale du pays de Razès, a un rôle politique important à l'époque de Charlemagne, qui est attesté par un poème de l’évêque d’Orléans Théodulf[51], issu d'une famille de l'aristocratie gothique. En 798, Théodulf d'Orléan fut dépêché en Septimanie par Charlemagne comme envoyé spécial ou missus dominicus avec Leidrade, futur archevêque de Lyon. Et Rhedae y est cité comme l'un des chefs-lieux des pagi audois[52].
- 801 : Louis le Pieux, qui alors gouvernait l'Aquitaine en tant que fils ainé de Charlemagne, conquiert Barcelone avec l'aide de Berà, fils de Guillaume de Gellone (comte du Razès. La capitale de Guillaume de Gellone est Rhedae en pays Razès. Le samedi 3 avril 801, vainqueur, Berà est investi comte de Barcelone, avec également le titre de marquis pour pouvoir gouverner ce nouveau pays frontalier.

Le marquisat de Gothie est une des dernières Gothies du début de ce IXe siècle en Septimanie.
- 812 : Berà (790-820), cousin de Charlemagne et fils du défunt Guillaume de Gellone, comte de Barcelone depuis 801, porte à son tour le titre de comte du Razès avec pour Capitale Rhedae (Rennes le château). Celui-ci, comme son père, administrera un territoire libre de toute présence sarrasine et en quasi indépendance du comté de Narbonne.
- 830 : Argila, le fils de Berà, devient comte en 830, vend en 845, une partie du pays de Sault, dépendant du Razès à son propre fils, Bera II, lequel acquiert l'année suivante le titre du comte de Razès moyennant une forte somme. À la suite des luttes intestines qui suivent la mort du roi Louis le Pieux, Bera II, ayant pris le parti de Pépin II d'Aquitaine, ait été dépouillé de tous ses domaines par Charles le Chauve pour félonie, les Rennains sont alors considérés comme traitres.
- 987 : fin de la dynastie carolingienne (751-987). À la fin du IXe siècle, le comté du Razès sous pression des Maures, est divisé au profit de puissances locales.

#### Évènements géolocalisants en Espagne des gafos
- 1063 : croisade de Barbastro en Aragon dans le nord de l'Espagne, prêchée par le pape Alexandre II. C'est la première réalisation d'une coalition chrétienne à but guerrier (contre des Maures. C'est aussi le début de la Reconquista en Espagne qui fera migrer de nombreuses populations, dont les cagots ;
- 1070 : les cagots sont mentionnés comme « gafos » dans le fuero de Navarre rédigé pour Sancho Remíriz[réf. nécessaire] ;
- 1080 : selon Constantin l'Africain (1020-1087), médecin nord-africain de Carthage moine au Mont-Cassin (Italie), les premiers symptômes de la lèpre étaient identifiés dans les yeux devenant dilatés, les lèvres créant des boursouflures crevassées, le visage tuméfié et la cloison nasale qui se creusait et se détériorait.

Dès l'Antiquité, les symptômes majeurs de la maladie avaient pu être identifiés. La forme de lèpre la plus apparente et la plus simple à identifier était sa forme lépromateuse où l’aspect du visage, premier élément que l’on voyait de loin, était très important. Dès le XIe siècle, l’on parlait aussi d’une « maladie desséchante qui affecte tous les membres du corps ». Les plus pauvres et les enfants étaient plus atteints que les adultes biens nourris. Sans exclure la possibilité d’une transmission d’homme à homme, la lèpre était considérée au Moyen Âge comme une maladie de l’âme résultant d’une punition de Dieu en conséquence des péchés commis, donc la contagion de la maladie était tout d’abord pensée comme une contagion des péchés par les théologiens. En résumé, pour les chrétiens, le ladre - celui qui avait la lèpre - était puni par le Ciel (punition de Dieu). Et il pouvait transmettre son mal en touchant même le meilleur des chrétiens qui devenait à son tour un infect pécheur, un malade (souffrant du "mal.ladre"). La lèpre a donc fini par être aussi assimilée à l’hérésie; le lépreux, et surtout le cagot lépreux, devenant un hérétique à marquer, à signaler, à rejeter ou à isoler .

#### Évènements nominatifs du cagot et des cagots
- 1099 : succès de la Première croisade après que les Croisés assiègent puis prennent pied à Jérusalem. Dans les deux siècles suivants, il y aura une dizaine de croisades contre tous types d'hérétiques ;
- 1148 : la ville de Tortosa (Tortose, en Catalogne) est conquise par les Maures puis par le comte Raimond-Bérenger IV de Barcelone. La tradition dit que, les hommes étant partis travailler dans les champs, ce sont uniquement les femmes de Tortose, armées de simples haches, qui ont défendu la ville ;
- 1205 : le territoire est dénommé dans les chartes sous le nom de regnum Franciæ (royaume de France). Le nom de France n'avait été employé de façon officielle qu'une quinzaine d'années plus tôt, quand la chancellerie du roi Philippe Auguste commençait à employer le terme de "rex Franciæ" (roi de France) pour désigner le souverain à la place de l'ancien "rex Francorum" (roi des Francs) ;
- 1209 : début de la croisade des albigeois (1209-1244) proclamée par l'Église catholique contre l'hérésie, principalement le catharisme et dans une faible mesure le valdéisme. Dès le XIIe siècle et le concile de Lombers, les textes de l'époque parlent d'« hérésie albigeoise » sans que cette région ne soit plus cathare que ses voisines. Remarquons que l'hérésie était surtout implantée en Languedoc :

Croisade des albigeois: Croisade des barons (1209) - Guerre du Languedoc (1209-1213) - Révolte du Languedoc (1216-1223) - Intervention royale (1226-1229) - Fin à Montségur (Prise du castrum + bûcher de 200 cathares en 1244) ;
- 1288 : apparait en première mention le terme « cagot » en 1288 ;
- 1310 : les templiers chassés de France, les hospitaliers héritent de leurs commanderies templières. Ils développent alors maladreries (pour les ladres) et léproseries (lépreux) et accueillent en "hôpital" tous pèlerins malades, les miséreux et même les bébés abandonnées à La porte des hospitaux (Sous la "Voute de l'Hôpital" de Pons en Charente-Maritime par ex.). Du fait de cette organisation nouvelle, les hospitaliers mettent fin au processus d'intégration dans la population, des "Crestias" (les ladres) qui auraient ainsi pu être rejetés tel des cagots ;
- 1379 : signature par les cagots du Béarn (charpentiers) d'un contrat avec Gaston Fébus, où les cagots s'engagent à la construction du château de Montaner contre une exonération de taille ;
- 1464 : réalisation de la charpente remarquable de l'église Saint-Girons par les cagots ;
- 1514 : les agots en Navarre sont les premiers à se plaindre de leur sort au pape Léon X. Au XVIe siècle les interdictions et les brimades se multiplieront. Bientôt, les cagots ne sont plus que des "parias" vus comme lie de la société ;
- 1535 : en Touraine, Rabelais utilise en français le terme cagots (sans déformation) dans son Gargantua au sujet de l'abbaye de Thélème : une inscription sur la porte en interdit l'entrée aux « hypocrites, bigots, cagots » ;
- 1580 : les cagots, avec l'accord des Consuls et du Recteur, construisent eux-mêmes leur propre chapelle dédiée à Saint Sébastien dans la vallée de Campan ;
- 1611 : sur requête desdits cagots, il fut procédé en Béarn à une enquête médicale ordonnée par le gouverneur de la province : cette expertise conclut à l'absence de toute trace de maladie[25] ;
- 1642 : dernier acte de baptême de la paroisse de Doazit (Landes) faisant état du terme de « gesitaing » ;
- 1675 : on renonça à inscrire sur les registres paroissiaux la qualité de cagot ou gesitain, après le nom des intéressés ; on remplace par le mot « charpentier » ;
- 1691 : violent incendie dans la vallée de Campan. L'église est détruite et est remise en état, comme en 1597, par les cagots ;
- 1691 : à Doazit et à Brassempouy en 1694 : dernières inhumations mentionnées dans le cimetière des chrestians de la paroisse ;
- 1707 : abolition du privilège issu de la construction du château de Montaner (exonération de la taille pour un certain nombre de cagoteries du Béarn) ;
- 1723 : arrêt du Parlement de Bordeaux, faisant défense à toute personne du pays de labour d'injurier aucun particulier comme prétendus descendants de la race de Giezy, et de les traiter d'agots, cagots, gahets ni ladres, à peine de 500 livres d'amende ; ordonnant qu'ils seront admis dans les assemblées générales et particulières, aux charges municipales et honneurs de l'église, même pourront se placer aux galeries et autres lieux de ladite église où ils seront traités et reconnus comme les autres habitants des lieux, sans aucune distinction ; comme aussi que leurs enfants seront reçus dans les écoles et collèges des villes, bourgs et villages, et seront admis dans toutes les instructions chrétiennes indistinctement[55] ;
- Le 19 janvier 1724 : un autre arrêt du Parlement de Bordeaux, signé de la main même de Montesquieu, exige que soit respecté l'arrêt précédent du 7 juillet 1723 du même Parlement ;
- 1764 : dernier emploi du terme « charpentier » dans les registres paroissiaux de Saint-Savin[Lequel ?], terme à peine voilé utilisé par le clergé de Saint-Savin pour désigner les cagots ;
- 1819 : loi abolissant la discrimination en Navarre. Un quartier de Madrid reste toutefois un ghetto cagot (Nuevo Baztán) d'où émigrent vers les États-Unis certains de leurs descendants ;
- Début du XXe siècle : à Arizkun (Navarre), le quartier de Bozate serait resté encore habité par les descendants de cagots.

### Origines du phénomène
Les explications avancées pour comprendre le phénomène sont multiples. La documentation écrite concernant l’Aquitaine avant le XIe siècle étant presque inexistante, chaque époque et chaque auteur formulent leurs hypothèses selon leurs propres conceptions.
L’explication traditionnelle veut qu’il s’agisse de familles lépreuses ou de descendants de lépreux. Cependant, le docteur Yves Guy, du CNRS, auteur notamment du rapport « Sur les origines possibles de la ségrégation des cagots », et ayant soigné des lépreux, démontre que la notion — encore admise à la fin du XIXe siècle — de « lèpre blanche » héréditaire est invalidée par les connaissances médicales contemporaines. La caractérisation des cagots comme lépreux héréditaires relève donc d’un fantasme collectif localisé. Les cagots ne sont pas lépreux, mais ils sont désignés comme tels. Dès le XIIe siècle, avec le développement de la lecture morale et allégorique de la Bible, les théologiens considèrent la lèpre comme la figure biblique du péché universel. Sur fond d’ignorance radicale de la nature réelle de la maladie et de peur panique face au fléau, cette vision religieuse légitime l’idée d’une « lèpre héréditaire ».
Plusieurs origines ethniques leur sont également attribuées : certains historiens les font descendre des Goths, des Sarrasins ou encore des Cathares.
L’hypothèse cathare s’appuie sur une supplique adressée en 1514 au pape Léon X (voir infra) : « (…) parce que l’on dit que leurs ancêtres avaient prêté main-forte au comte Raymond de Toulouse, dans sa révolte contre la sainte Église romaine (…) ». Les pétitionnaires ne contestent pas ces faits mais ajoutent : « (…) Ils supplient le Saint Père d’ordonner que, puisqu’ils n’ont trempé en rien dans la conduite de leurs aïeux, ils soient remis en possession de tout ce qu’on leur dénie (…) Car ils sont bons catholiques et fils soumis de sainte mère l’Église (…) ». De plus, le terme « crestians » évoque le nom que se donnent les Cathares : « bons crestians ». En général, cette thèse est rejetée par les historiens (par exemple De Marca et Lardizábal[réf. souhaitée]), qui soulignent que les premiers Cathares apparaissent en Languedoc vers 1170 et qu’il n’existe pas d’Église cathare en Gascogne. Le catharisme organisé ne dépasse guère la rive droite de la Garonne, alors que les cagots se trouvent surtout en rive gauche (Bigorre, Béarn, Gascogne, Pays basque, Navarre). Toutefois, rien n’interdit de penser qu’un certain nombre de Cathares[réf. souhaitée], fuyant massacres et répression, se réfugient en rive gauche, avant d’être englobés sous l’appellation générique de « cagots » et de se déclarer fidèles à l’Église de Rome pour échapper à la persécution.
Une hypothèse sociale voit dans les cagots des réprouvés en raison de leur métier (charpentiers)[réf. souhaitée]. Mais les sources[réf. souhaitée] indiquent que ce ne sont pas les corporations qui provoquent l’ostracisme, mais au contraire les restrictions imposées qui les conduisent à adopter certains métiers.
Alain Guerreau, directeur de recherche au CNRS, analyse les conditions qui permettent qu’un groupe soit stigmatisé de cette manière. Selon lui, la réorganisation de la société féodale dans le sud-ouest de la France aux XIIe et XIIIe siècles, dans un contexte économique et politique figé, crée une catégorie d’exclus (fils cadets sans terre) vivant à la marge. Les lépreux étant également rejetés à la même époque, l’assimilation entre les deux groupes se maintient ensuite, une fois leur origine oubliée.

### La lente lutte des cagots vers l'intégration

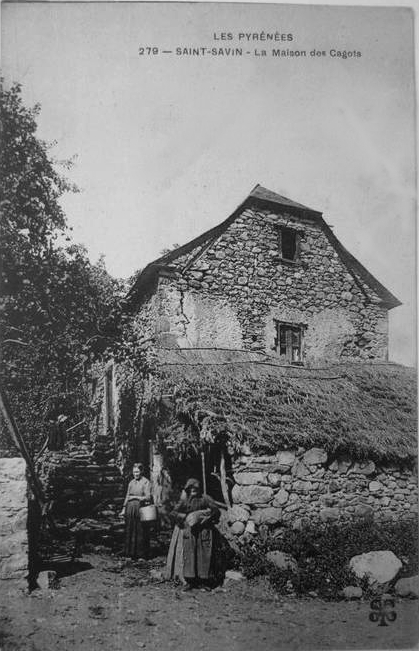
Maisons de cagots dans le quartier Mailhòc (maillet de bois), Saint-Savin, carte postale ancienne (1906). Cette maison est aujourd’hui démolie.

En 1425, dans son château de L'Isle-Jourdain, le comte Jean IV d'Armagnac reçoit une « plainte et supplique » des Crestias de Lectoure. Il écrit au juge de Lomagne que ces Crestias sont quotidiennement inquiétés et molestés par les bailes de Lectoure, sans crime ni délit justifiant ces vexations, dans le seul but de leur extorquer de l’argent. Il ordonne alors d’interdire et de défendre à ces officiers, sous peine sévère, toute nouvelle oppression à l’encontre des Crestias, sauf en cas d’accusation formelle.
En 1514, les cagots de Navarre s’adressent au pape Léon X, dénonçant les discriminations dans les églises. Par bulle, Léon X ordonne de « les traiter avec bienveillance sur le même pied que les autres fidèles » et confie l’application de cette décision au chanoine de Pampelune. Mais cette mesure entraîne de longs procès, malgré l’appui de l’empereur Charles Quint en 1524.
En 1515, plus de deux cents agots issus de soixante-cinq villages des diocèses de Pampelune, Huesca, Jaca, Bayonne et Dax saisissent le parlement de Pampelune, qui leur donne raison. Mais la situation locale reste inchangée, l’hostilité de la population — notamment rurale et en connivence avec le bas-clergé — demeurant.
Pendant plus de trois siècles, le scénario se répète : brimades persistantes, procès de plus en plus souvent gagnés, appui du haut clergé et des princes, mais résistance des autorités locales et du peuple.
Un exemple notable est la lutte des cagots de Saint-Clar et de Lectoure à partir du milieu du XVIe siècle. Subissant violences et injures, ils perdent un procès en 1560, font appel en 1579, puis connaissent de nouvelles affaires en 1599 et 1600. Le Parlement de Toulouse ordonne un examen médical pour vérifier leur état de santé : le 15 juin 1600, les médecins confirment qu’ils sont sains. En 1627, le Parlement leur accorde enfin la jouissance de tous les droits refusés jusque-là. Ce jugement semble marquer un tournant, aucun nouveau procès n’étant relevé avant la fin du XVIIe siècle.
Au XVIe siècle, les cagots représentent environ 10 % de la population locale. L’isolement commence à se relâcher, et leurs noms, inscrits dans les registres paroissiaux, ne permettent plus de les distinguer des autres. De nombreuses familles du sud-ouest de la France et du versant espagnol des Pyrénées comptent aujourd’hui au moins un ascendant cagot.
En 1683, un événement administratif accélère ce processus. Louis XIV et Colbert, ayant besoin de fonds pour financer leurs guerres, envisagent d’instaurer la gabelle au Béarn, à la Bigorre et à la Chalosse, territoires jusque-là exemptés. L’intendant de Béarn, M. Dubois du Baillet, propose d’offrir aux cagots la possibilité d’acheter leur affranchissement. L’idée est acceptée et des Lettres Patentes sont distribuées. Les cagots obtiennent ainsi la suppression partielle des interdits (ordonnance de l’intendant de Bezons en 1696), avec l’appui de l’évêque de Tarbes Mgr de Poudenx, puis leur abolition totale en 1789. En 1768, son successeur Mgr de la Romagère ordonne prêtre le premier cagot. À la fin du XVIIIe siècle, leur intégration dans les communautés villageoises est quasiment acquise, bien que certains non-cagots persistent à les rejeter.
La Révolution française leur accorde la pleine citoyenneté, à la suite des Juifs et des Protestants réintégrés par l’édit de Versailles (1787).
En 1809, le sous-préfet d’Argelès écrit au ministre de l’Intérieur que la population cagote « s’est tellement fondue et mélangée par les alliances avec les autres communautés du pays que tous les caractères physiques et moraux, s’il en existe, ont entièrement disparu, et que ces familles ne sont plus distinguées que par l’ancienne tradition locale dont le souvenir s’efface chaque jour ».
Au XIXe siècle, le terme « cagot » subsiste comme injure dans le sud-ouest, bien que l’origine en soit déjà oubliée.
En Espagne, en Navarre, la ségrégation prend officiellement fin en 1819, lorsque le Parlement interdit toute marginalisation des agotes. Toutefois, les mentalités évoluent lentement. La localité de Bozate, dans la commune d'Arizkun, vallée du Baztan, reste la dernière enclave connue des agotes, du XIVe siècle au début du XXe siècle : porte séparée à l’église, espace distinct au cimetière, absence de mariages mixtes, ségrégation scolaire, etc.

### Mémoire

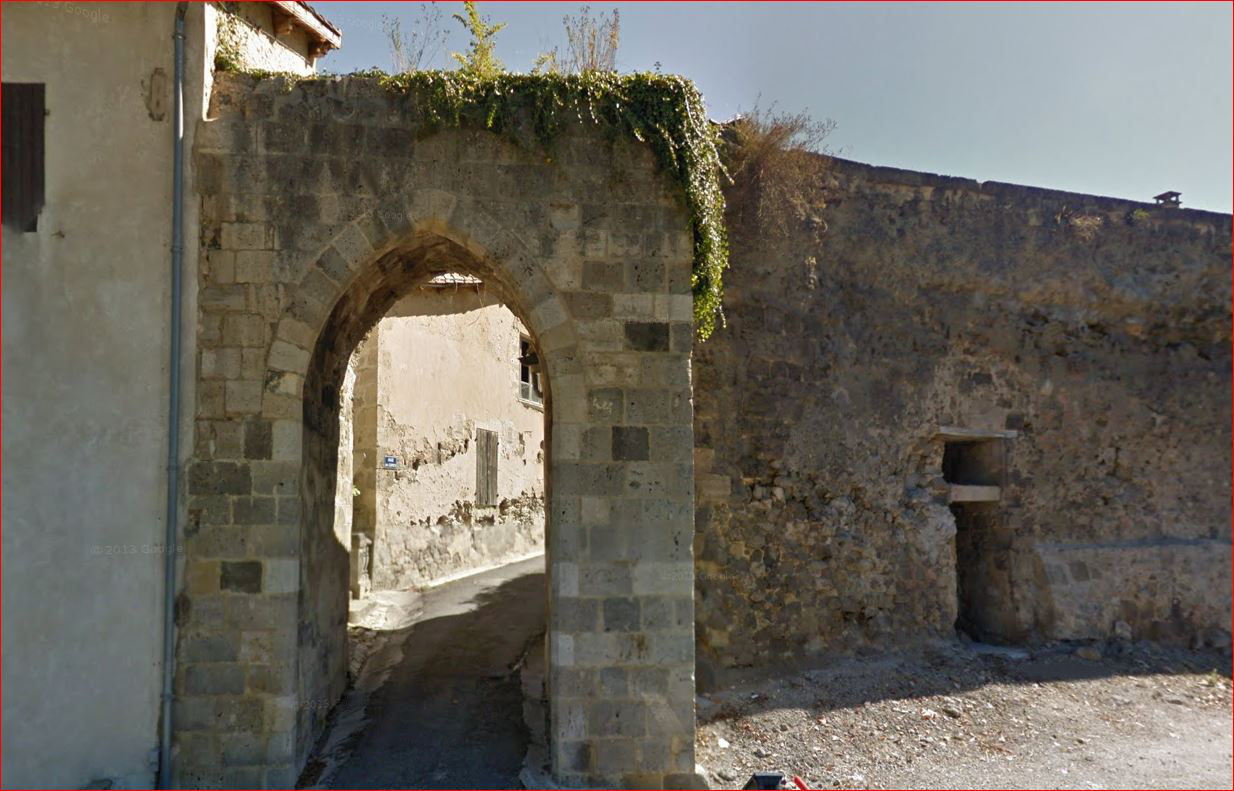
La rue des Capots, et la "porte Anglaise" - Mézin (Lot-et-Garonne).

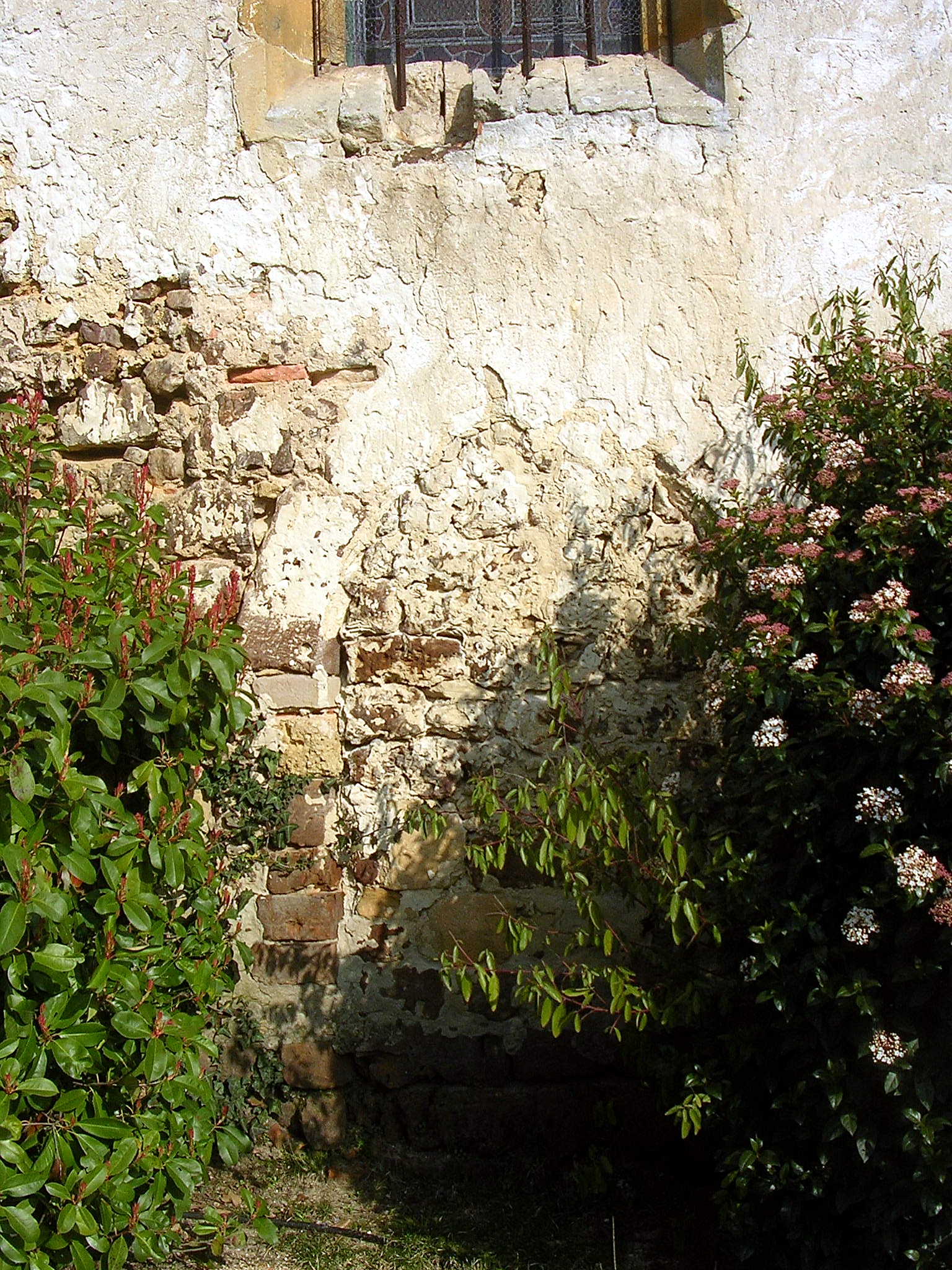
Porte murée dite « des cagots » de l'église Saint-Martin de Moustey

En Espagne, dans la localité de Bozate, le sculpteur Xabier Santxotena, né à Arizkun et descendant d’Agotes, crée un musée consacré aux cagots. Selon lui, les cagots proviennent de groupes issus d’une ancienne guilde française dédiée à la construction de cathédrales. L’exclusion viendrait de leurs idées religieuses divergentes de l’orthodoxie catholique : incinération des morts, rejet de la hiérarchie ecclésiastique, etc.. Considérés comme hérétiques, les Agotes se voient attribuer symboliquement une « lèpre spirituelle ». Le musée présente les œuvres de Santxotena dans un parc, ainsi qu’une Casa Gorrienea, ouverte en 2003, qui illustre la vie quotidienne de ces ancêtres cagots.
En France, le seul musée des cagots se trouve à Arreau dans les Hautes-Pyrénées. Il est installé dans le château des Nestes, rue Saint-Exupère.
La toponymie perpétue aussi leur mémoire. Plusieurs localités conservent des noms rappelant leur présence : rue des cagots (Montgaillard, Lourdes), impasse des cagots (Laurède), place des cagots (Roquefort), place des capots (Saint-Girons), rue des Capots (Mézin, Sos, Vic-Fezensac, Aire-sur-l'Adour, Eauze, Gondrin), chemin des capots (Villeneuve-de-Marsan), ruelle des capots (Vérines). À Aubiet, un lotissement nommé « Les Mèstres » rappelle l’ancien hameau des cagots (mestres), situé sur la rive gauche de l’Arrats, séparé du village par la rivière. Dans ce cas, la découverte du nom déclenche un travail pédagogique mené par des enseignants. D’autres lieux-dits évoquent également les cagots, comme Salazar (Villefranche-de-Lauragais), Saint-Lézé et Larrazet (Tarn-et-Garonne). Jusqu’au début du XXe siècle, plusieurs quartiers de cagots portent encore le nom de Charpentier.

## Un exemple de discrimination fondée sur la peur et les préjugés

### Peur de la contagion
L’histoire des cagots illustre la peur viscérale que les populations éprouvent face à la lèpre, la terreur que cette maladie inspire et, plus largement, les effets dévastateurs que produit la crainte collective : fantasmes, réactions irrationnelles et ségrégation d’une partie de la société.  
Si leur situation présente des parallèles avec celle de groupes marginalisés dans d’autres cultures — tels que les parias et poulichis en Inde ou les burakumin au Japon — la particularité des cagots dans l’histoire des discriminations réside dans le fait qu’il s’agit d’une relégation **héréditaire et socio-économique vernaculaire**, sans justification religieuse ou politique structurée.  
Contrairement aux systèmes de castes, aux ghettos juifs ou aux bannissements organisés, cette exclusion ne vise ni à l’éradication physique ni à la conversion religieuse : aucune trace de pogroms ou de bûchers visant les cagots en raison de leur seule appartenance communautaire n’a été relevée. Il s’agit d’un processus discriminatoire ancré dans la peur d’une maladie jugée impure ou héréditaire, inscrit dans une structure socio-économique d’exclusion au sein même du terroir villageois.  
Considérés comme physiquement différents, les cagots conservent ainsi un statut distinct dans les sociétés médiévale puis moderne, servant parfois de bouc émissaire pour conjurer la peur de la lèpre, maladie dont on ignore l’origine et que l’on ne sait pas traiter.  
Ce n’est qu’avec le renforcement progressif du pouvoir central et de ses politiques uniformisatrices que le phénomène décline, jusqu’à disparaître, pour le cas des cagots, à la fin du XVIIe siècle.

### Préjugés sociologiques
Les préjugés envers les cagots reposent, d’une part, sur la croyance en un stéréotype physique. Certains[réf. souhaitée] documents les décrivent tantôt comme petits et bruns, à la peau olivâtre, tantôt comme grands, aux yeux bleus — bien qu’aucune origine ethnique homogène ou particulière ne soit clairement attestée, et qu’aucun trait distinctif net ne les différencie du reste de la population.  
Le 13 juin 1600, des médecins mandatés par le Parlement de Toulouse examinent vingt-deux d’entre eux[réf. nécessaire] et concluent qu’ils sont exempts de toute pathologie. Malgré cette conclusion, les préjugés persistent, attribuant aux cagots des caractéristiques physiques supposées et des traits abstraits. Parmi ces croyances figure l’idée qu’ils dégageraient une odeur désagréable.  
D’autre part, ces préjugés se fondent sur des stéréotypes moraux : les cagots sont parfois décrits comme nuisibles ou maléfiques, soupçonnés de pratiquer la sorcellerie, et accusés de divers vices et maux. À ces représentations s’ajoutent des croyances fantasmatiques leur prêtant des anomalies physiques — absence de lobe aux oreilles, mains et pieds palmés, ou goitre. Certains de ces traits évoquent les séquelles physiques de la lèpre, tandis que le goitre est fréquent dans les populations montagnardes privées de nourriture iodée.  
Quant à l’« arriération mentale » supposée chez une partie de cette population, aucune donnée n’établit un taux supérieur à celui du reste des habitants. Par ailleurs, les sociétés médiévales, contrairement aux sociétés contemporaines, ne pratiquent pas de discrimination fondée sur ce critère.  
Enfin, certains préjugés associent les cagots à un éloignement de l’Église catholique. Cette perception transparaît dans un quatrain de Ronsard (1562), extrait de la *Remonstrance au peuple de la France*, où le terme « cagot » est rapproché de Goths, Wisigoths et Huguenots :  

« Je n'aime point ces noms qui sont finis en os,
Gots, cagots, austrogots, visgots et huguenots, 
Ils me sont odieux comme peste, et je pense
Qu'ils sont prodigieux à l'empire de France. »

## Patronymes cagots

### Patronymes dérivés de cagots en France

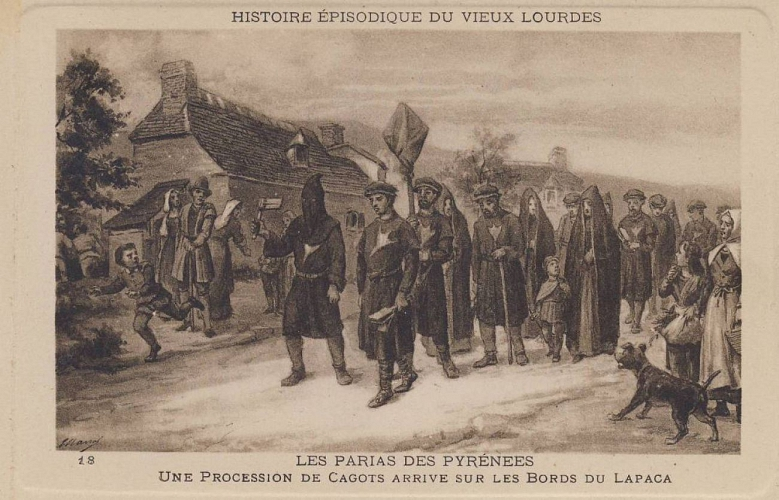
Au XIXe siècle, une procession de cagots, « Parias des Pyrénées », portant l'habit marqué d'une patte de palmipède, arrive sur les bords du Lapaca aux sons de la crécelle et de la cliquette qui les signalent.
- (Histoire épisodique du vieux Lourdes, Béarn)

Les noms de famille dérivés des métiers, tels que Charpentier ou Cordier, sont fréquemment présents dans les descendances des cagots, en raison de l’absence initiale de nom de famille dans les registres paroissiaux. Le surnom de Chrétien, qui leur est donné, entraîne aussi une forte occurrence de ses dérivés (Chrétien, Chrestia, Crestien, Cretin, etc.) dans les noms actuels, sans qu’il soit possible d’exclure d’autres origines pour ces patronymes.
Les cagots vivant souvent hors des villes, il est fréquent que la place où ils habitent soit désignée simplement comme « la place ». Ainsi, le nom de famille Laplace peut provenir de familles cagotes.
Plus directement, les dérivés des divers surnoms donnés aux cagots se retrouvent aujourd’hui dans leurs descendances. Parmi eux figurent notamment les formes issues de Colibert (Colbert, Colvert, Collibert, Collibet, etc.), de Caquin ou Kakou (Coquin, Coquet, Caque, Caquette, Caqueux, Cacou, etc.), de Gahet (Gaffet, Gaffez, Gavot, etc.), dAgot, ou encore de Canard, en référence à la patte de canard (Canard, Canar, etc.) ou à la patte d’oie qu’ils doivent porter en signe distinctif.
Enfin, certains noms de famille désignant des lépreux peuvent aussi avoir été attribués à des cagots : Lépreux, Lazare, Lazaru, Salazar, Leze, etc.

### Autres patronymes portés par les cagots
Le premier cagot béarnais identifié par son nom est Domengoo de Momas, originaire d’Artiguelouve. Momas est un village du Béarn. Lorsqu’un cagot s’installe dans la cagoterie d’un autre village, il peut conserver, comme additif à son nom de baptême, le nom du village d’origine dont il a été exclu.  
En premier lieu, les cagots portent pour patronymes des prénoms, car ils n’ont pas le droit d’inscrire un nom de famille dans les registres paroissiaux. Cette pratique semble indiquer que le baptême a lieu le jour de la fête d’un saint, dont le nom se substitue à celui du catéchumène : Guillem (Guillaume), Bertran (Bertrand), Baslia (Bastien), Arnaut (Arnaud). On relève également une forte proportion de diminutifs, traduisant une moindre considération sociale : Janiet (Petit Jean), Guilhaumet (Petit Guillaume), Peyrolet (Petit Pierre), Bernadou (Petit Bernard), Lucalou (Petit Lucas), etc..  
Certains noms proviennent d’objets : Cagotte (petit couvre-chef en osier d’origine normande), Tislès (paniers), Caplisteig (tête de panier) ou encore Tamboury (tambourin), surnom lié à l’usage ancien du tambour de basque par les cagots, ce qui laisse supposer une origine espagnole ou mauresque. Dans de nombreuses variantes, on retrouve la référence à un ustensile rond porté en main, rappelant l’obligation faite aux lépreux du Pays Chartrain de porter un linge blanc sur la tête et un instrument sonore (cloche, crécelle, cliquette, etc.) pour signaler leur présence.  
On trouve également des appellations exclusivement cagotes : Berdot, Blazy (Blaise), Estrabou, Doat et Douau, Feuga, Louncaubi et Mouncaubi, Menjou et Menjoulet.  
Le paysan pyrénéen porte plus rarement qu’en pays de langue d’oïl un surnom comme patronyme. Toutefois, certains de ces surnoms, tous attestés chez des descendants de cagots, sont : Chibalet (petit cheval), Cournel (cornet, peut-être cornard), Joarï Soulel (Jean qui est seul), Pistole (pistole), Lachoune (parties génitales féminines)[réf. nécessaire], Matagrabe (tue-boue, vainqueur de la boue, en référence probable à une cabane construite sur un bourbier), Lamoune (le singe), Mounau et Mounou (le petit singe), Testaroüye (tête rouge, rouquin).  
Certains noms de lieux sont également spécifiques : Caussade (chaussée), Castagnède (châtaigneraie), Junca/Junqua (jonchaie), Tuya (terrain planté de bruyères et d’ajoncs). Ces toponymes désignent souvent des sites malsains ou isolés, correspondant à l’habitat traditionnel de ces parias. Un nom de métier, réservé aux cagots — tisserand — est fréquent en Béarn et en Bigorre : Tisné et son pluriel Tisnès.  
Plusieurs patronymes sont communs aux cagots et à des populations d’Aragon ou de pays de langue catalane, certains répandus jusqu’en Valence et même en Castille. Ils témoignent d’une possible origine espagnole : Antonio, Arraza et Darraza, Berdolo, Monico et Monicolo, Oliva, Rozès, Ramonet et Ramonau, Rotger. Les formes sont parfois altérées par la prononciation gasconne, mais les racines hispaniques restent reconnaissables. Parmi les patronymes d’origine espagnole figurent aussi Chicouyou et Chicoy (du castillan chico, petit, devenu chicou en béarnais, terme servant à désigner les Espagnols dans certaines régions des Basses-Pyrénées), Espagnac et Despagnat. Quelques noms peuvent renvoyer à des origines marranes ou morisques : Moura, Boulan, Boumata, Bourjou, Laouan.  
D’autres noms comme Fusler, Miro ou Rey sont fréquents dans les Îles Baléares chez les chuetas, juifs convertis au Xe siècle, et apparaissent ponctuellement dans les Pyrénées. Les noms Marrân et Marrant, quoique rares, correspondent au mot espagnol marrano, désignant un juif converti et, par extension, un porc. Enfin, Gahet et Gahouillet représentent la forme pyrénéenne du castillan gajo (lépreux), exclusivement portée par des cagots.  
Les patronymes de cagots se rencontrent notamment dans les registres paroissiaux — où figure parfois la mention « gézitain » en marge des noms — ainsi que dans les registres notariaux ou fiscaux. L’inventaire des ressources domaniales dans les bailliages de Pau, Lembeye et Montanérès, vers 1550, comporte ainsi de longues listes d’impôts (« francaus ») dus par des cagots, tels que : lo crestia de Gerderest, Menyolet crestia de Gerderest, Dangavo maeste Guillem du crestia du ssus, Margalide du crestia de bat, Johan de Feaas, maeste Bernadon deu Bosq, maeste Bernadon, maeste Bemad de Poguet, maeste Pascaou de Balente.

### Sens dérivé
Jusqu’au milieu du XXe siècle, le terme cagot, employé comme insulte, désigne aussi bien un « crétin » qu’un « idiot du village », un « bigot » ou un « goitreux ». Beaucoup d’observateurs confondent alors crétins et cagots, en raison de l’endogamie à laquelle ces derniers sont contraints, ce qui entraîne chez certains un aspect physique évoquant un arrêt de croissance. Cependant, ce n’est pas la règle, et les cagots observés par la Société d’anthropologie de Paris en 1867 ne présentent aucune difformité.
Le mot « cagot » prend, par analogie avec « bigot » et sans doute sous l’influence de leur sonorité commune, le sens de « personne dévote à l’excès », sens qui provient probablement des efforts acharnés des cagots pour s’intégrer dans les communautés locales.
Attesté chez Rabelais, le terme acquiert également la nuance d’« hypocrite » ou de religiosité affectée, annonçant le sens de « tartuffe ».
« Quoi ? je souffrirai, moi, qu'un cagot de critique 

Vienne usurper céans un pouvoir tyrannique ? »
— Molière, Le Tartuffe I, 1.
« Sénécal se rembrunit, comme les cagots amenés dans les réunions de plaisir. »
— Gustave Flaubert, L'Éducation sentimentale.

### Bibliographie

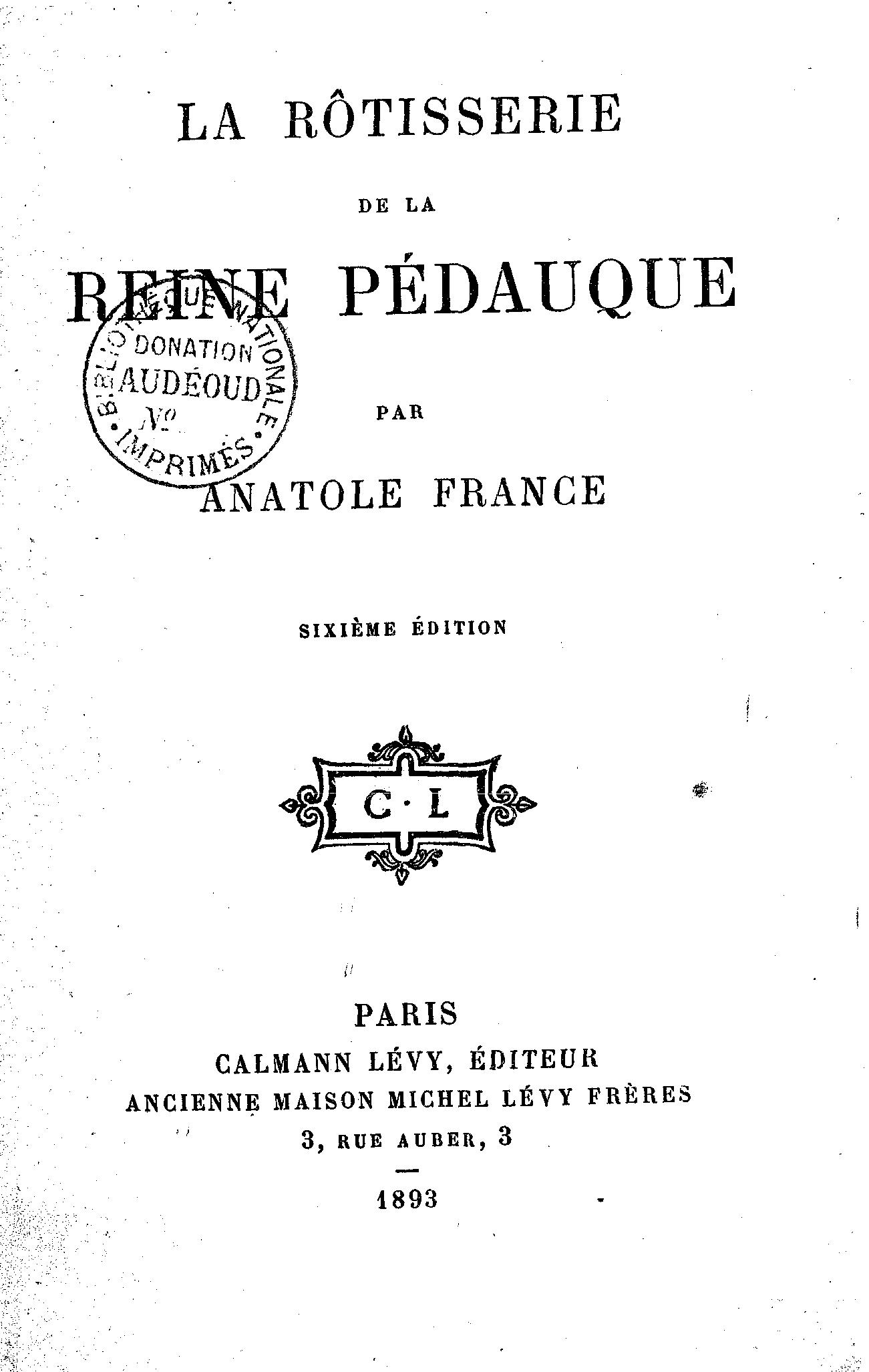
Livre d'Anatole France qui a écrit La Rôtisserie de la reine Pédauque (1893).
Cette reine du royaume wisigoth qui habitait en sa capitale de Toulouse (Tolosa) ou de Rennes-le-Château (Rhedae) était dénommée Pédauque (de Péd=pied et Auca=oie). Car elle avait les pieds palmés et en forme de "patte d'oie". Elle aurait pu être l'une des premières cagotes en raison de sa malformation génétique et de sa religion devenue hérétique: l'Arianisme...